# Biserica Adormirea Maicii Domnului din Valea Sasului

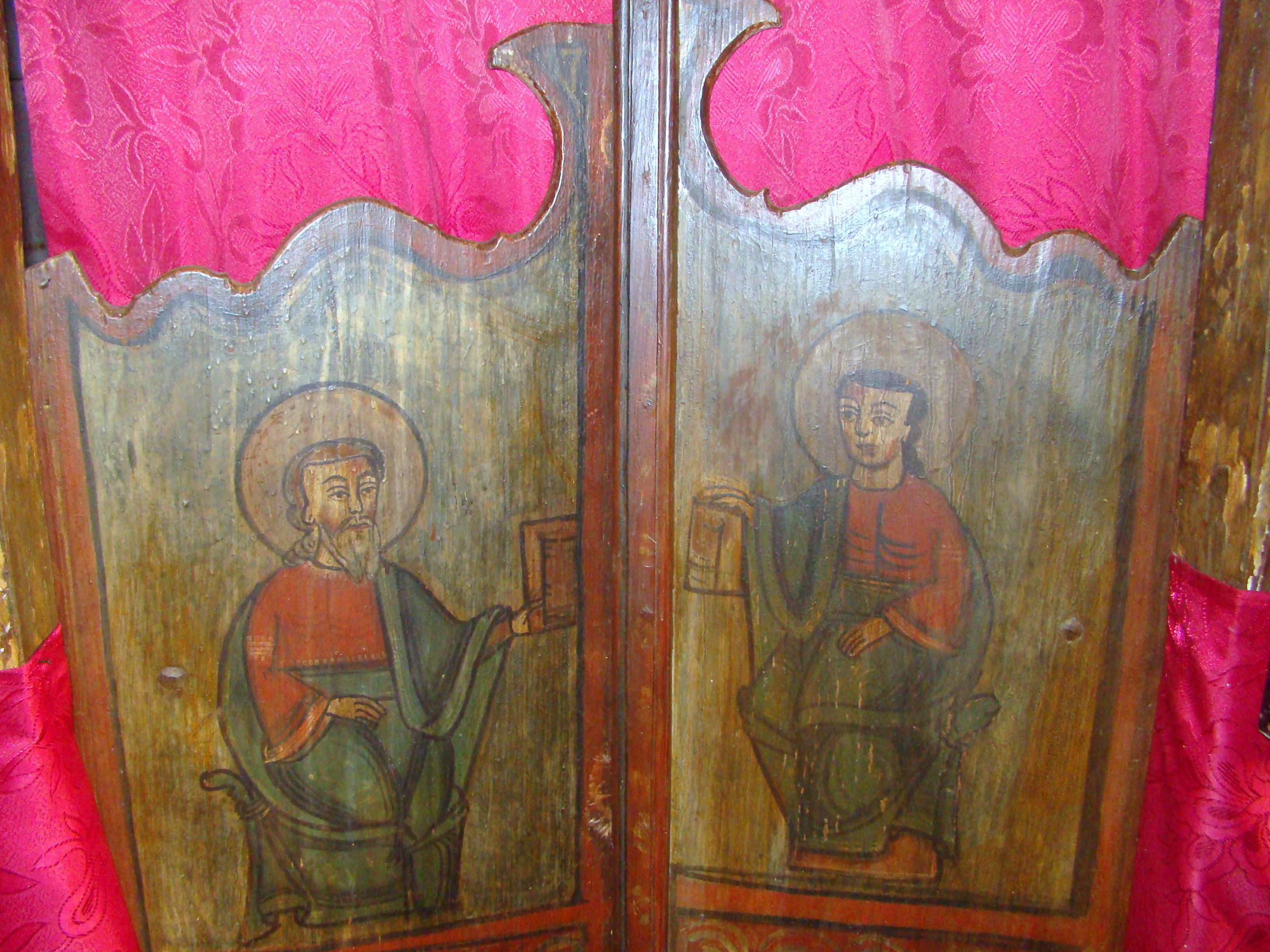
Ușile împărătești (detaliu)

Biserica „Adormirea Maicii Domnului” din Valea Sasului, comuna Șona, județul Alba, este un monument istoric din secolul al XVIII-lea.

## Istoric și trăsături
Se poate ca actuala biserică din Valea Sasului să fie chiar cea construită în 1714 de familia Râșniță. Turnul masiv, din piatră, a fost adăugat cândva în a doua jumătate a secolului al XIX-lea, tot de atunci datând și tencuirea exterioară a monumentului, care lasă impresia că întreaga biserică este de zid. 
Pictura este databilă în prima jumătate a secolului al XIX-lea și a fost realizată de zugravi aparținând școlii de la Feisa: Vasile Ban și Porfirie Șarlea.
La recensământul din 1930 au fost înregistrați în Valea Sasului 387 de locuitori, toți greco-catolici.
Biserica, administrată în prezent de preotul ortodox din Alecuș, este în conservare, satul Valea Sasului fiind complet depopulat.

## Imagini din exterior

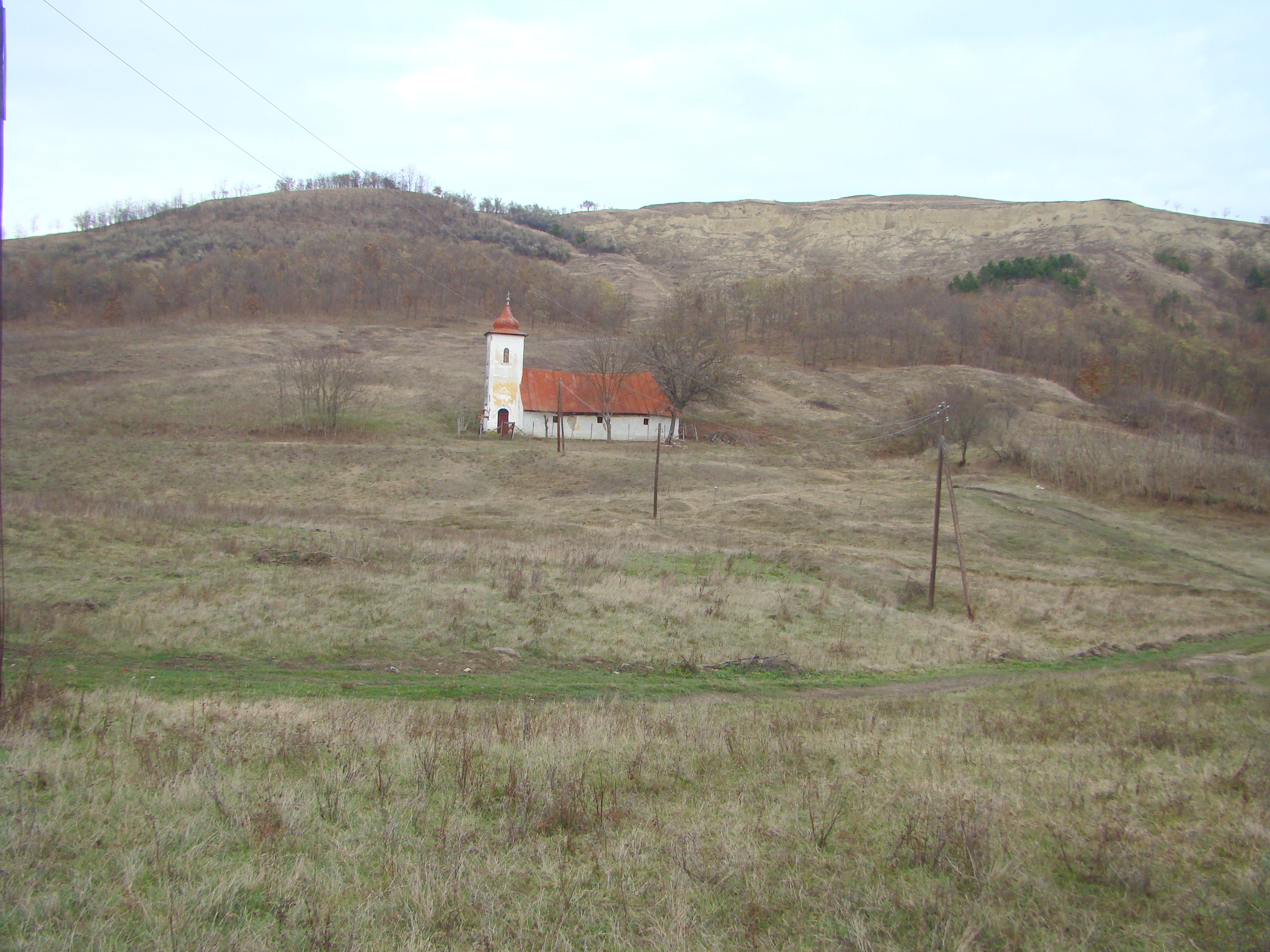
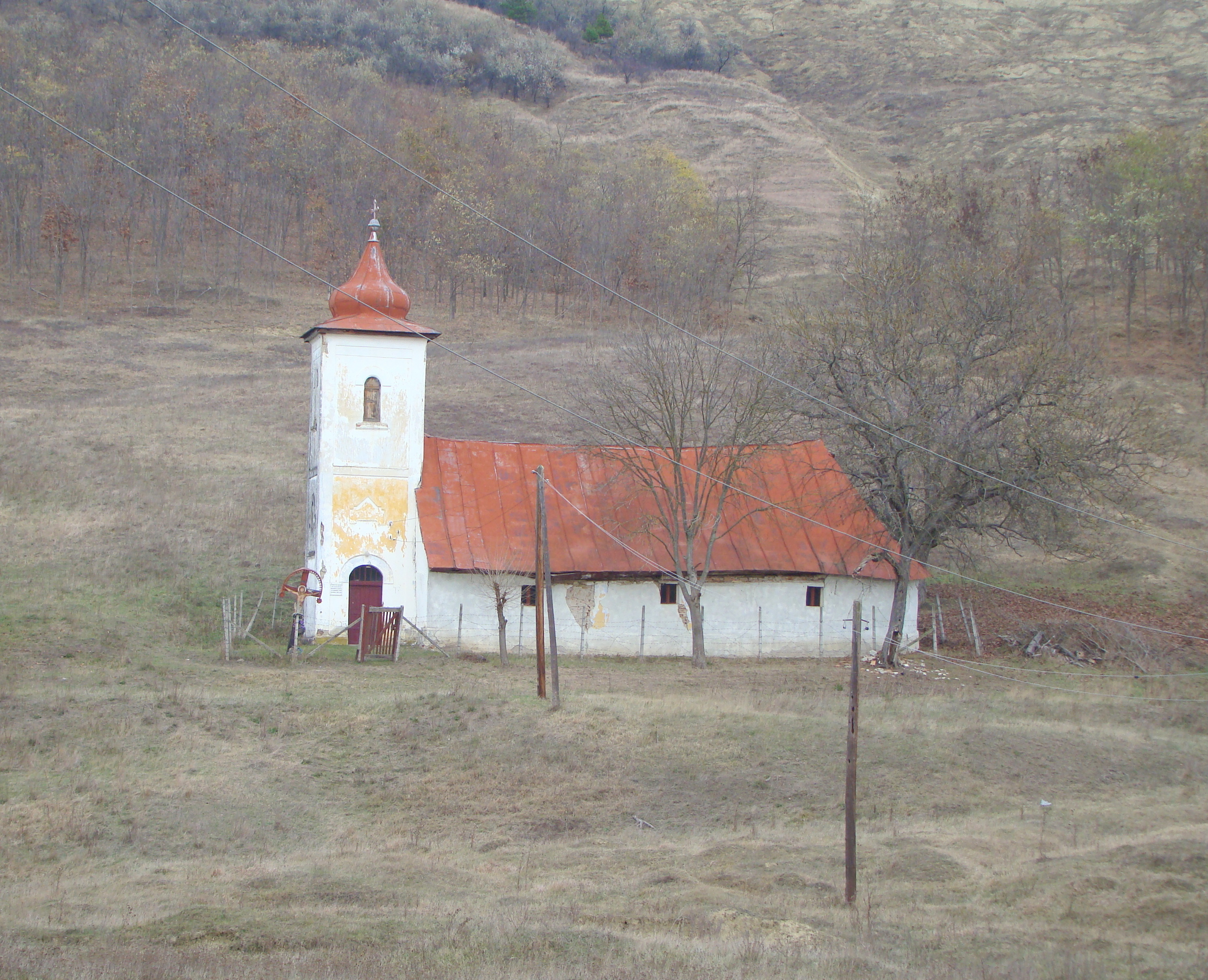
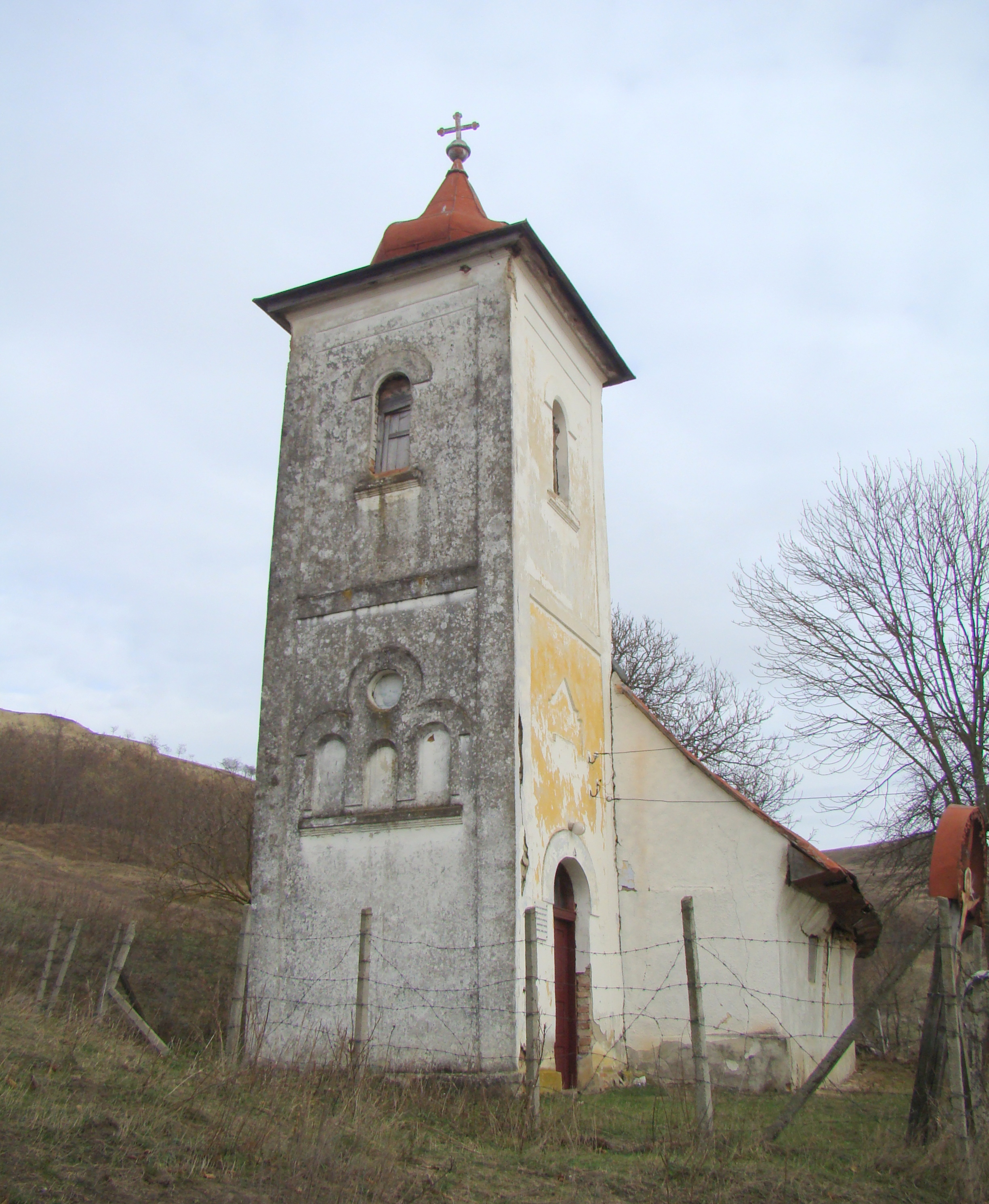
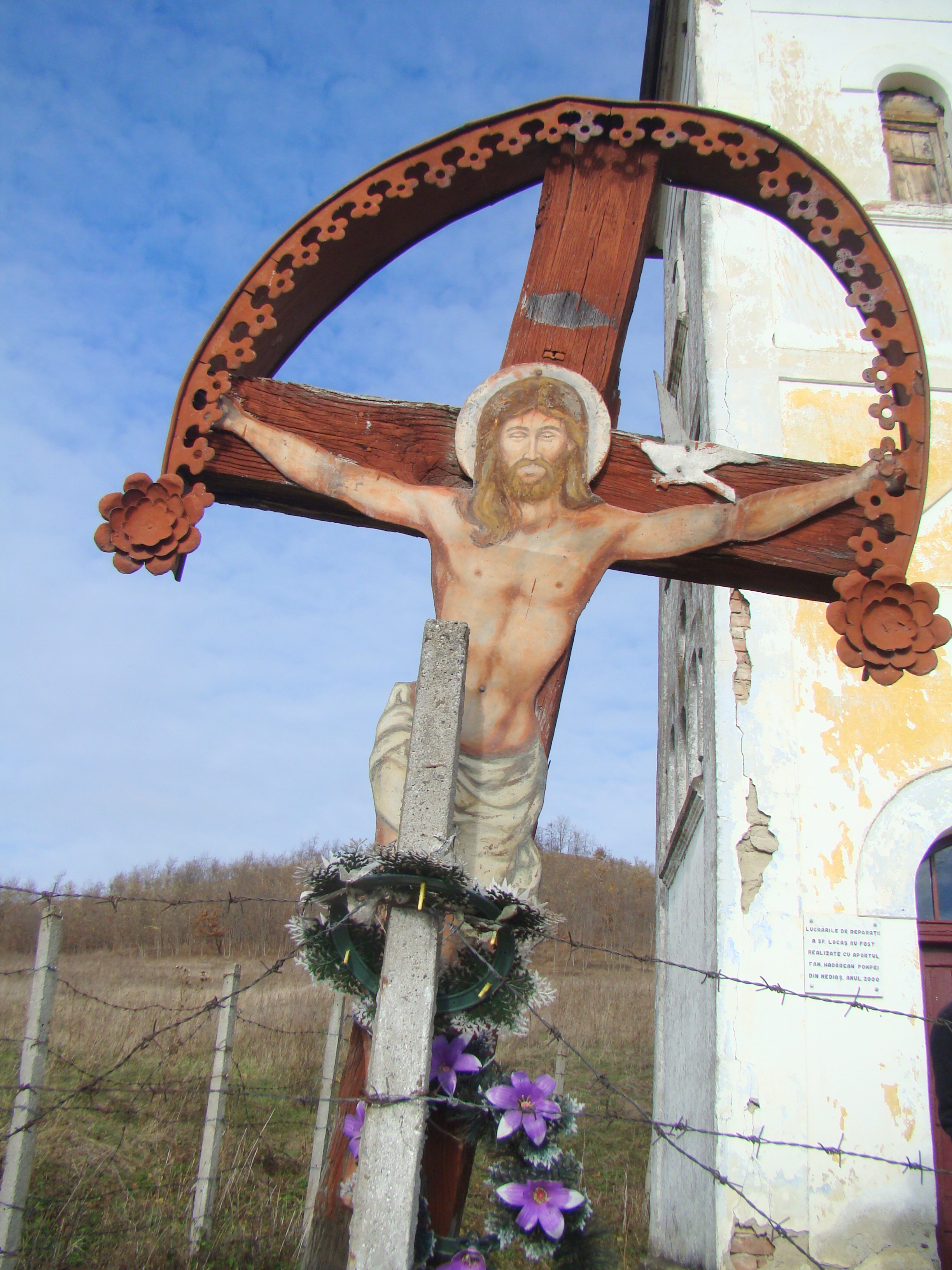
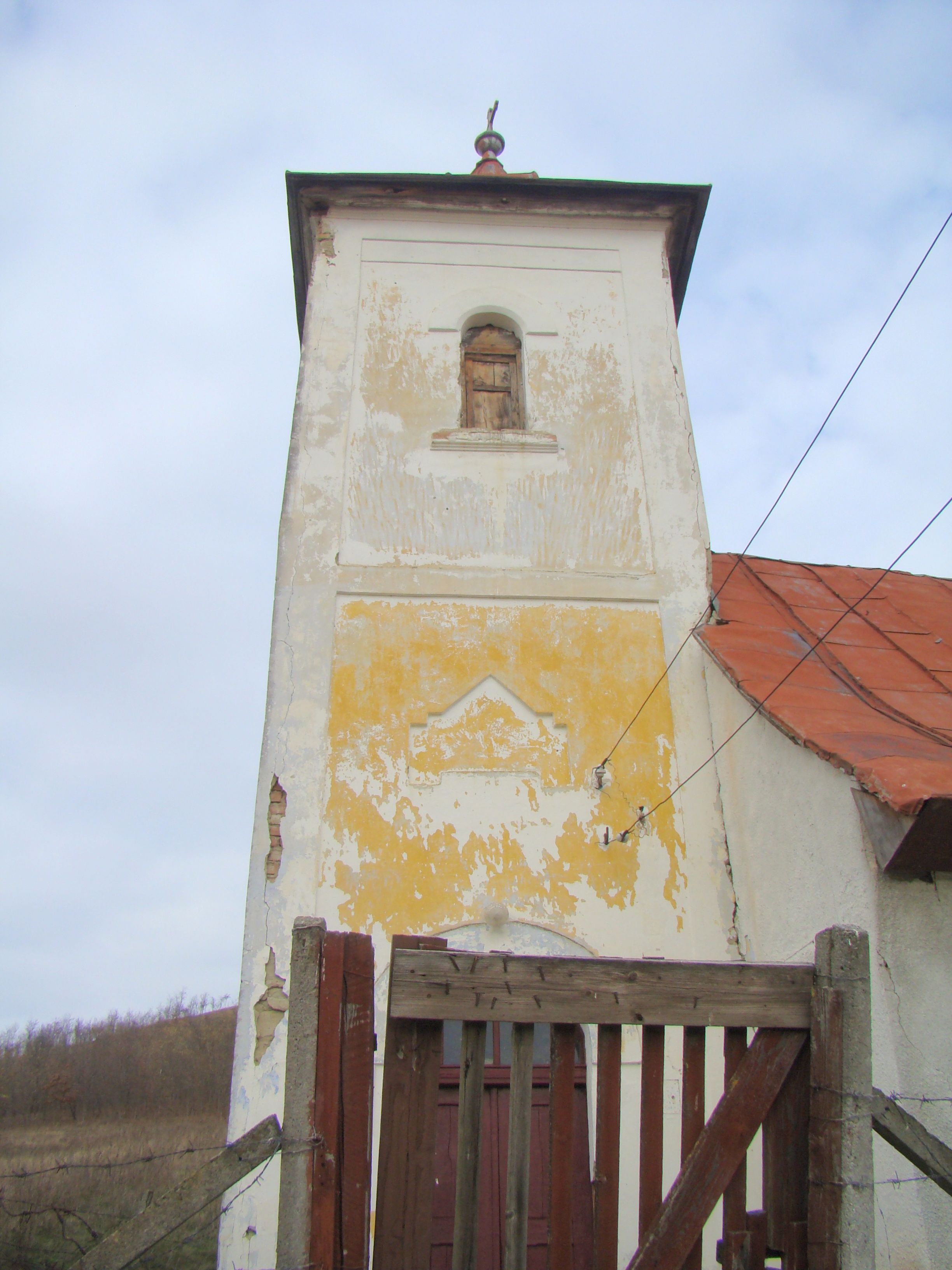
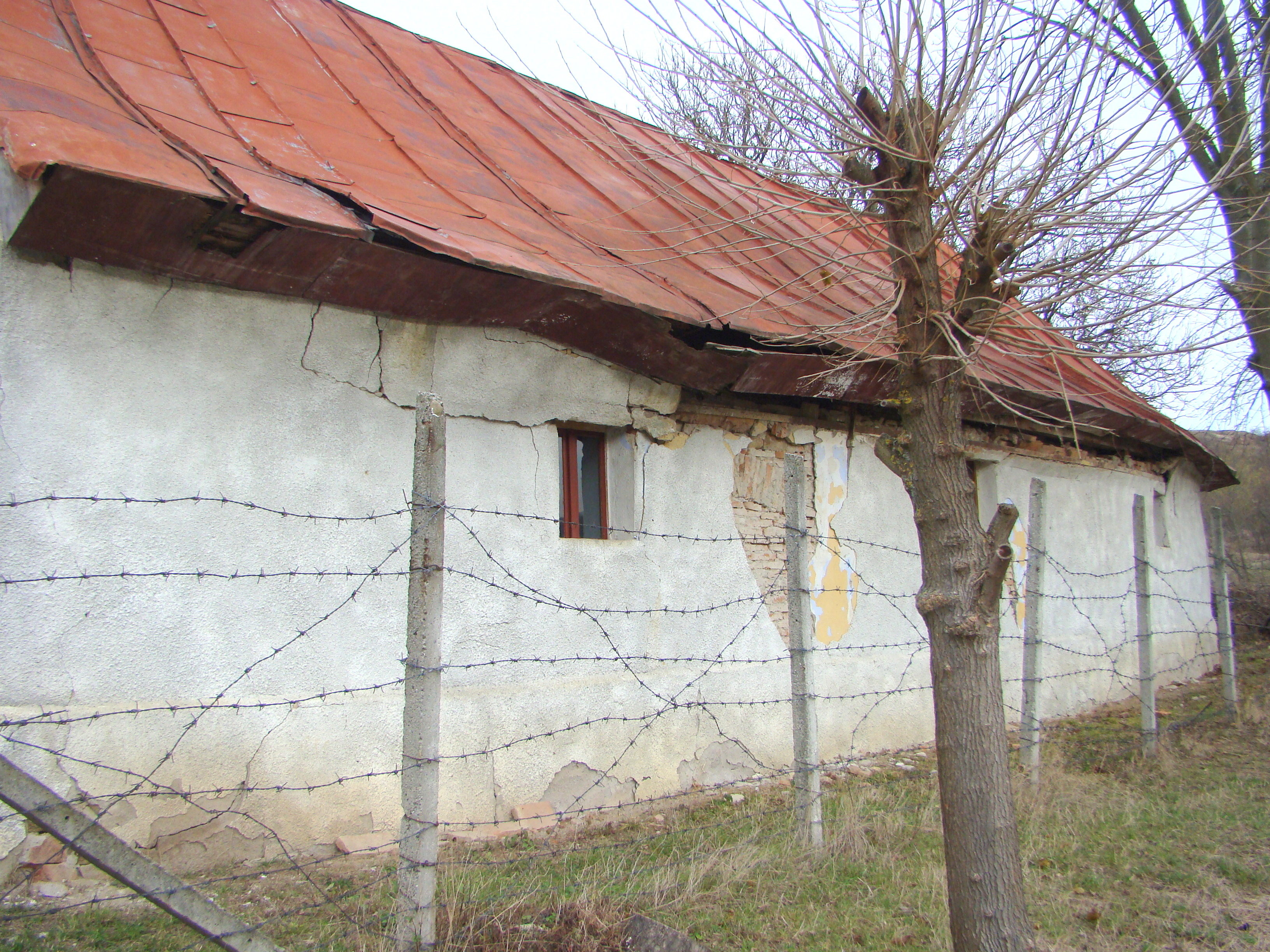
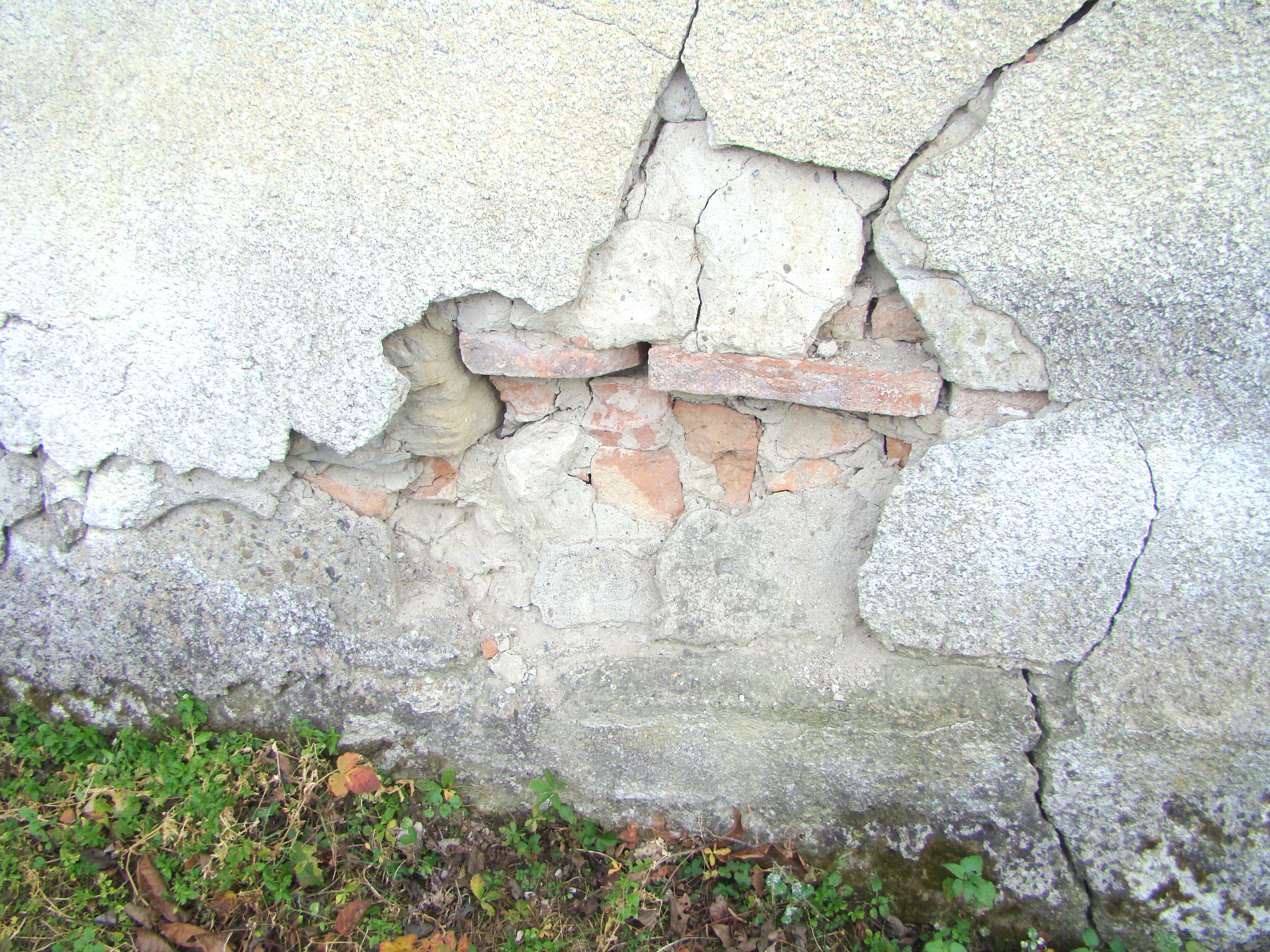
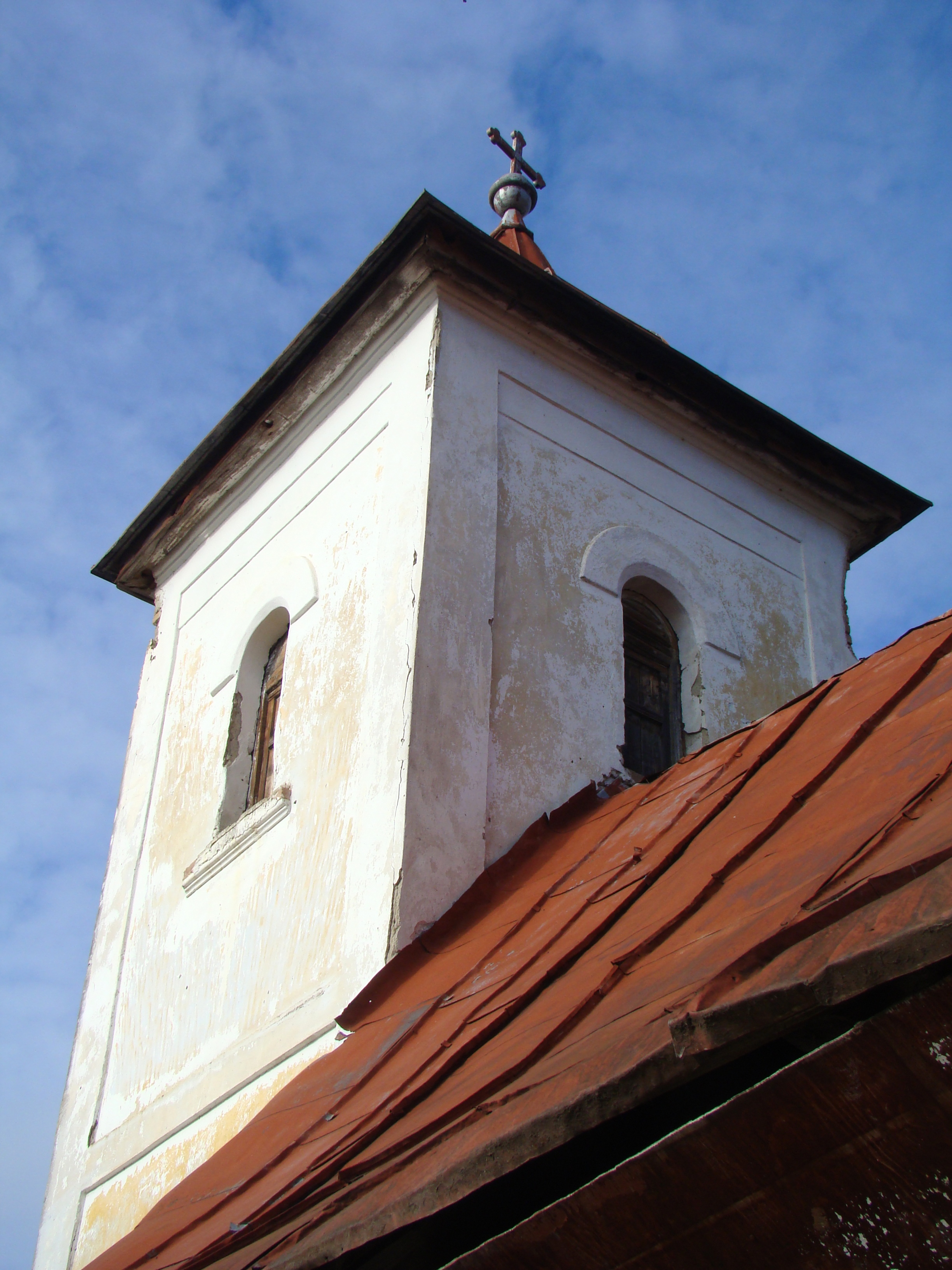
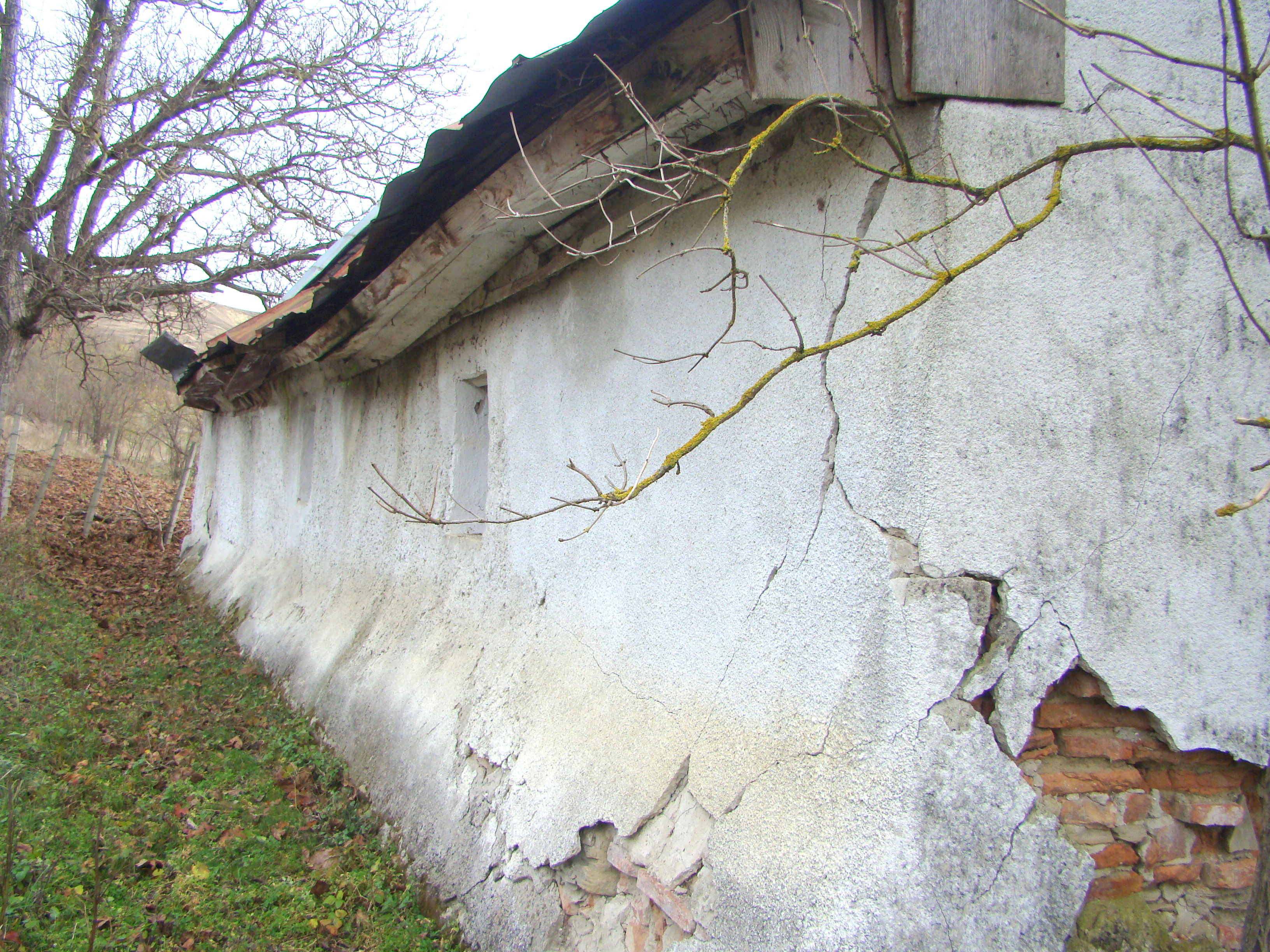
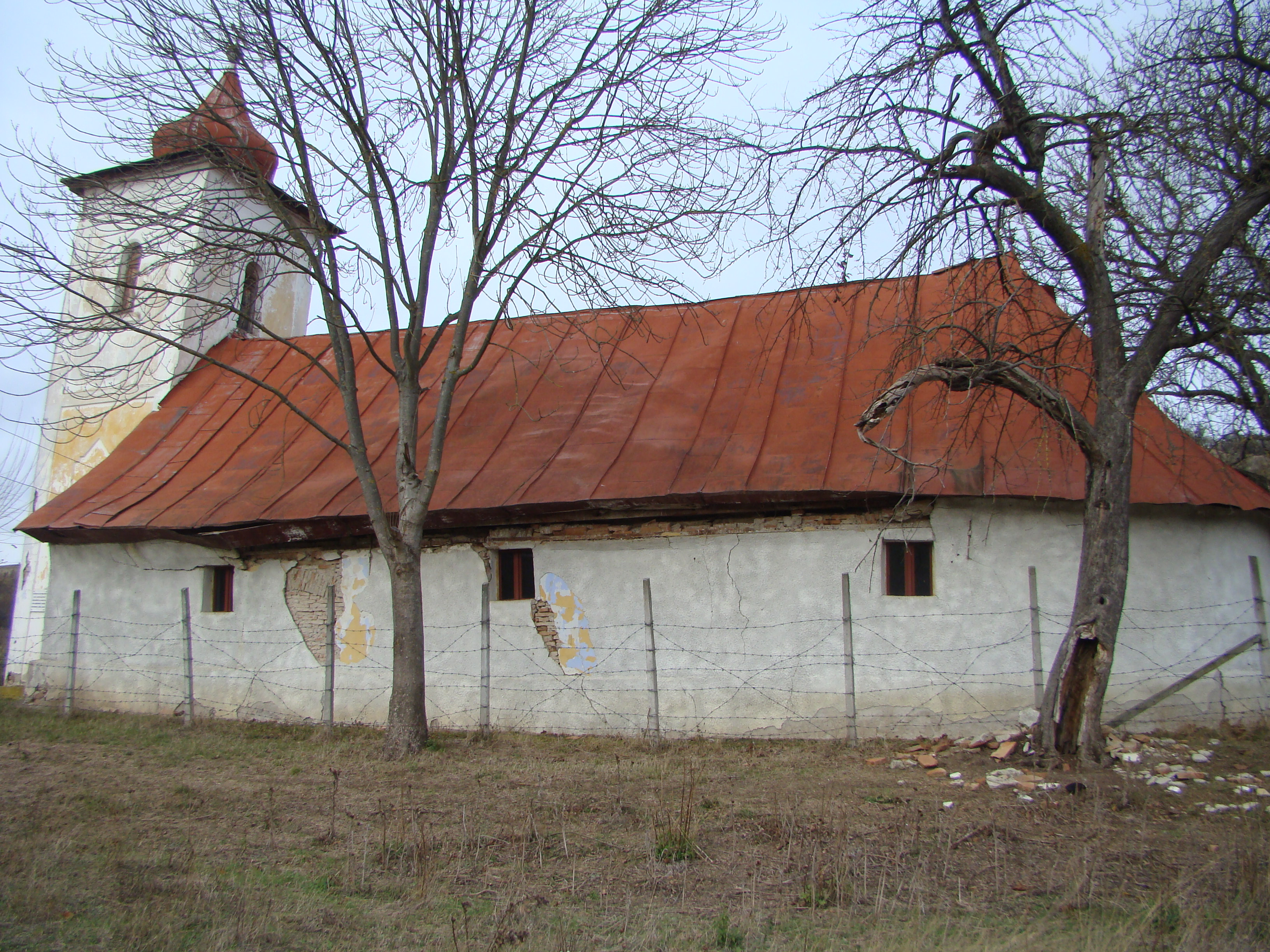
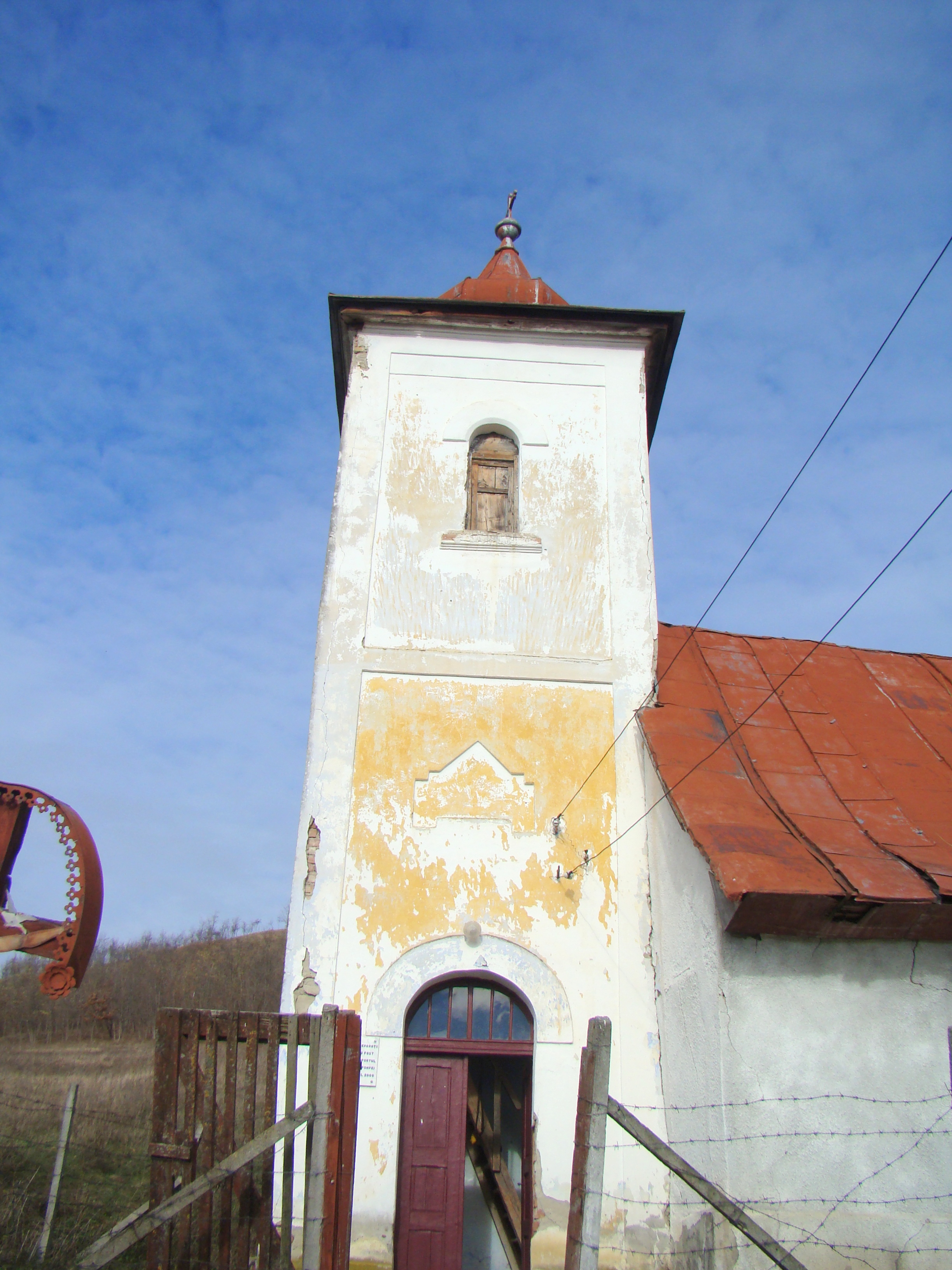
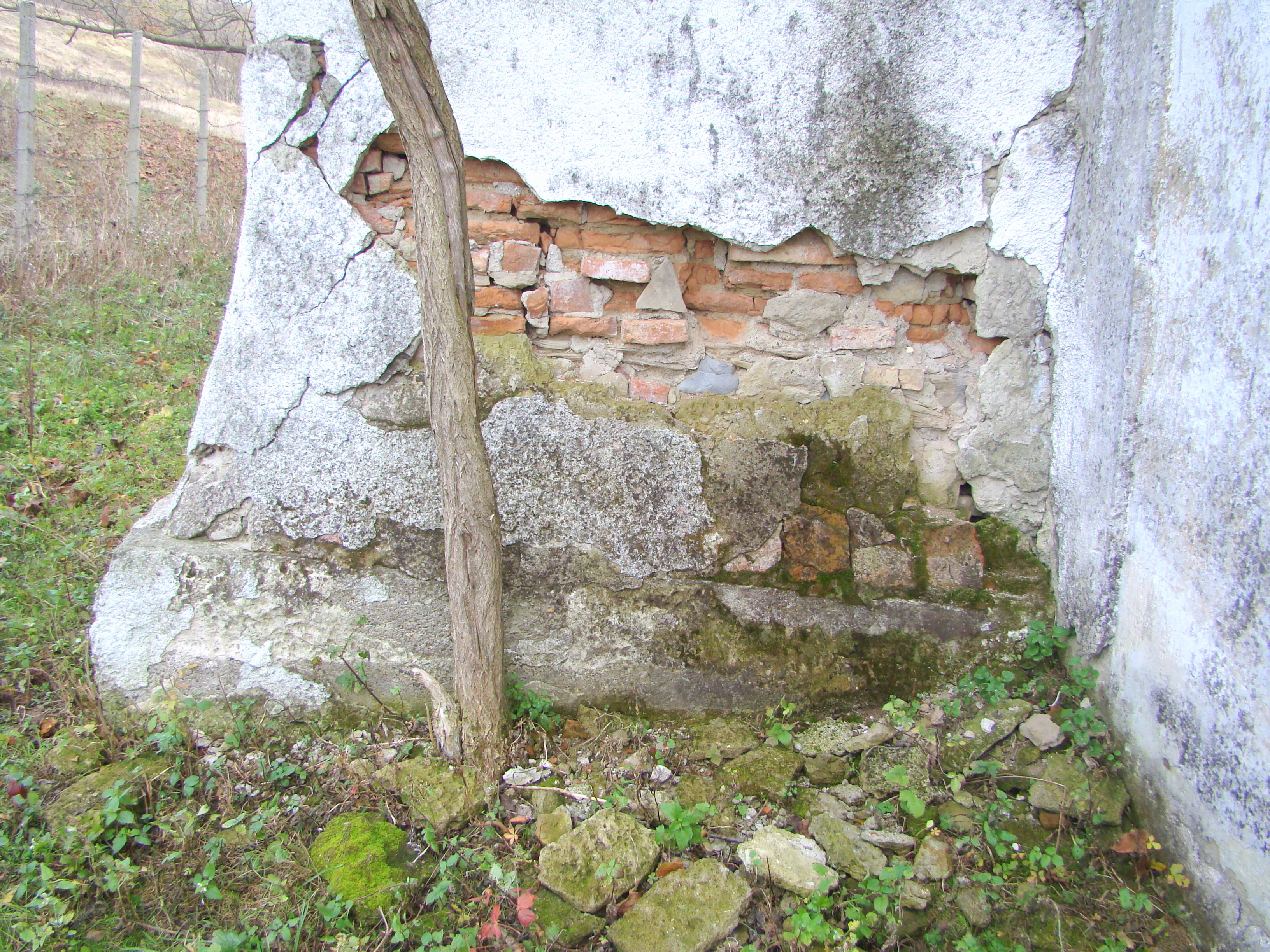
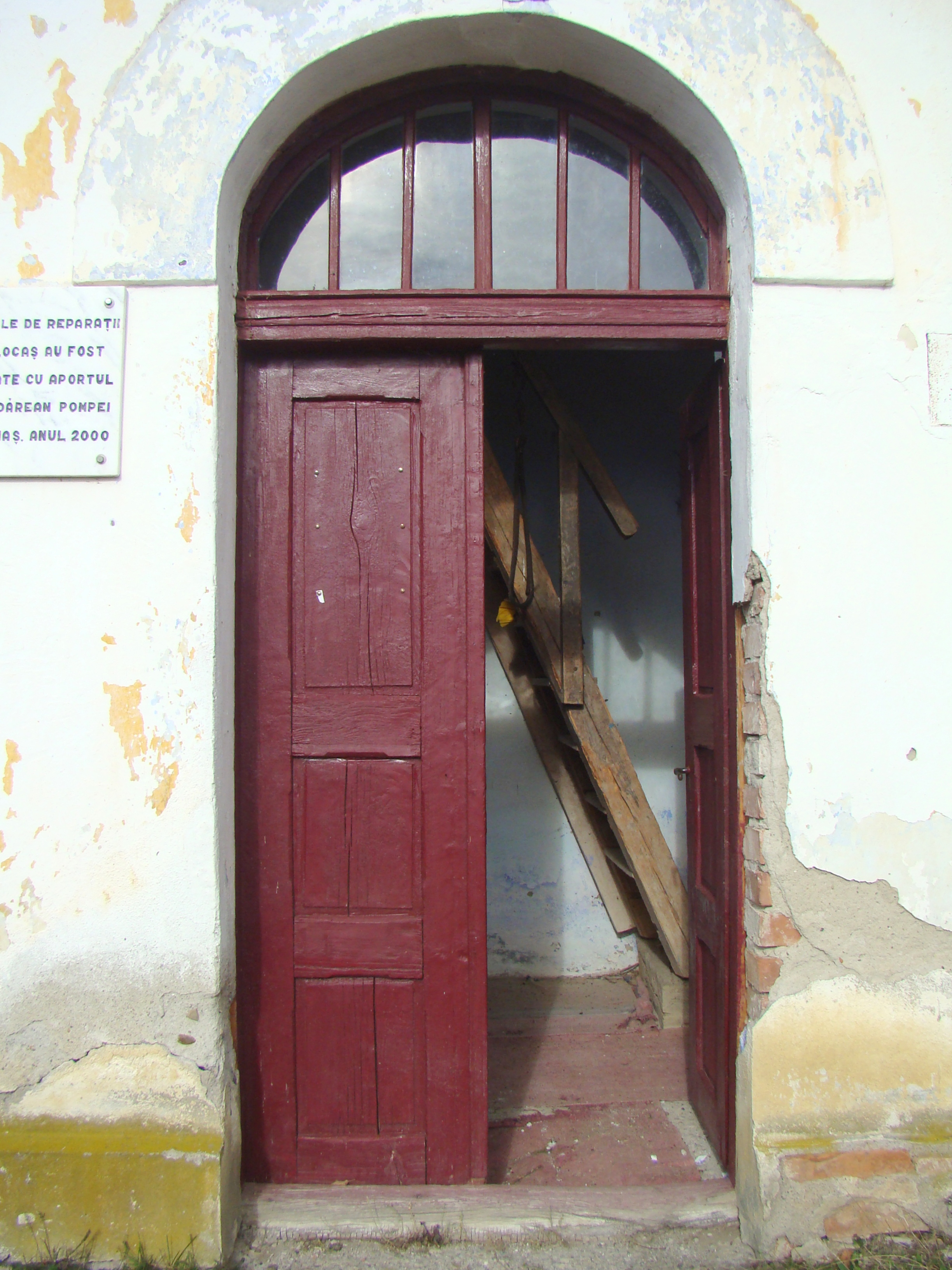
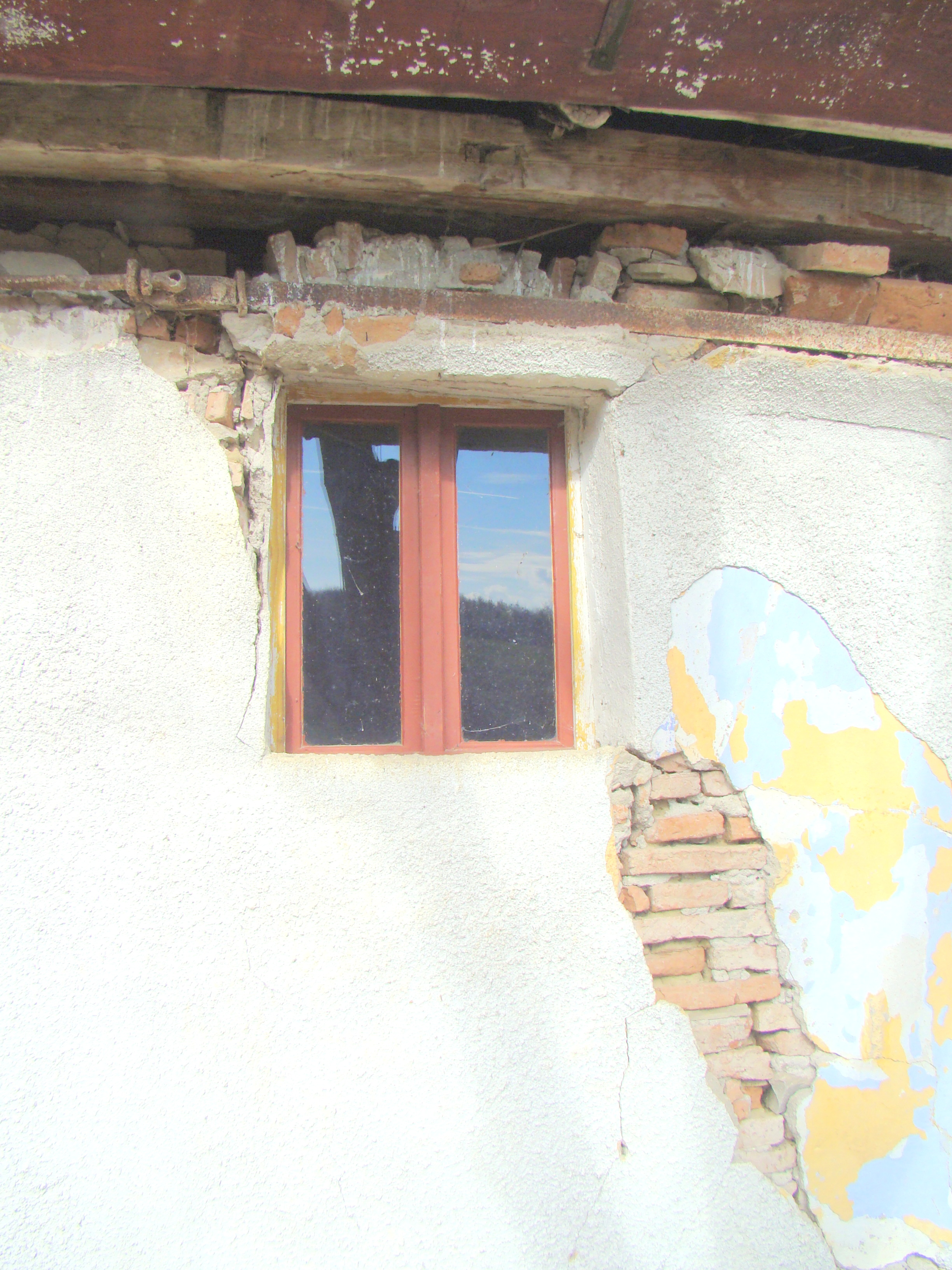
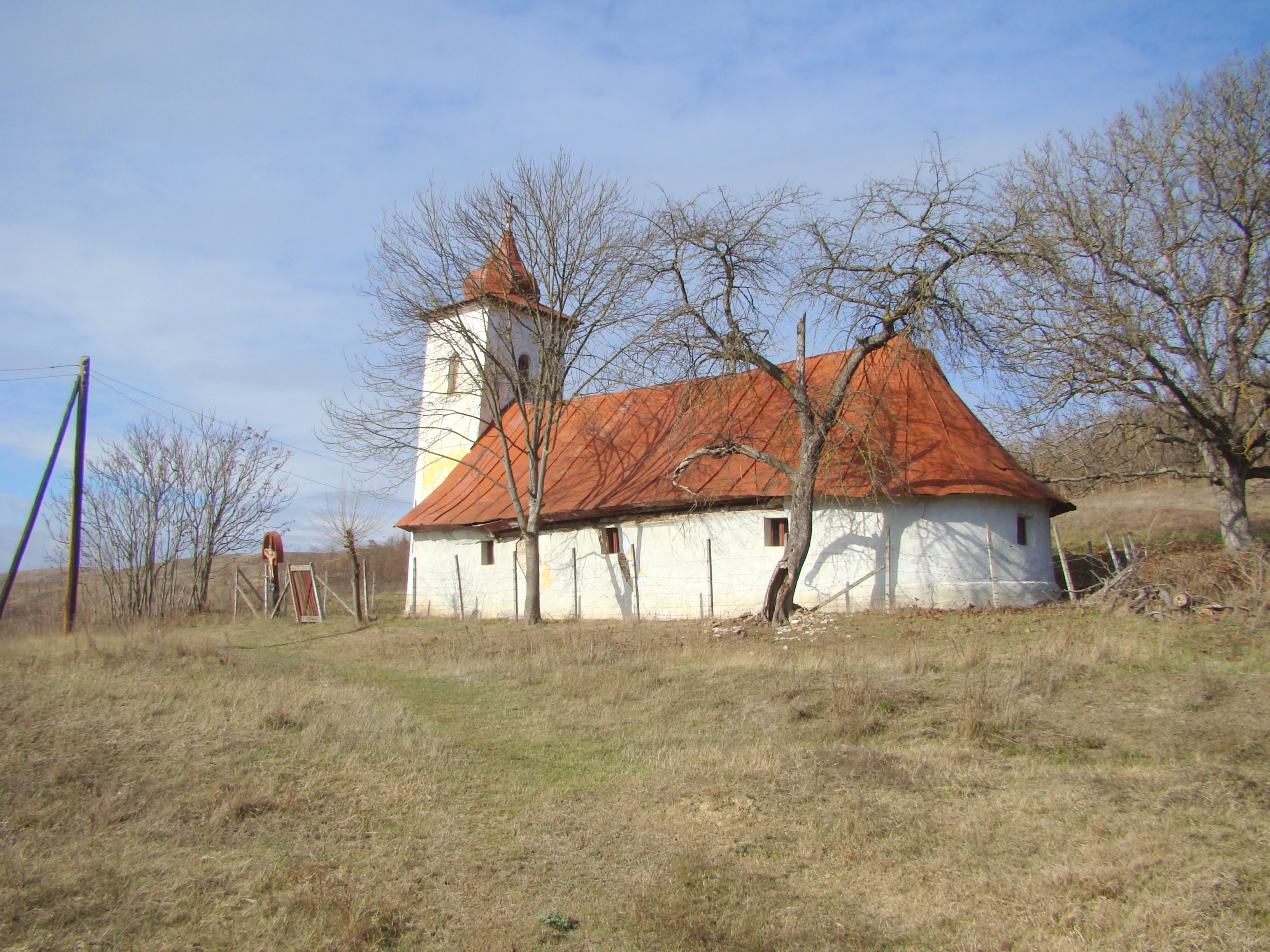
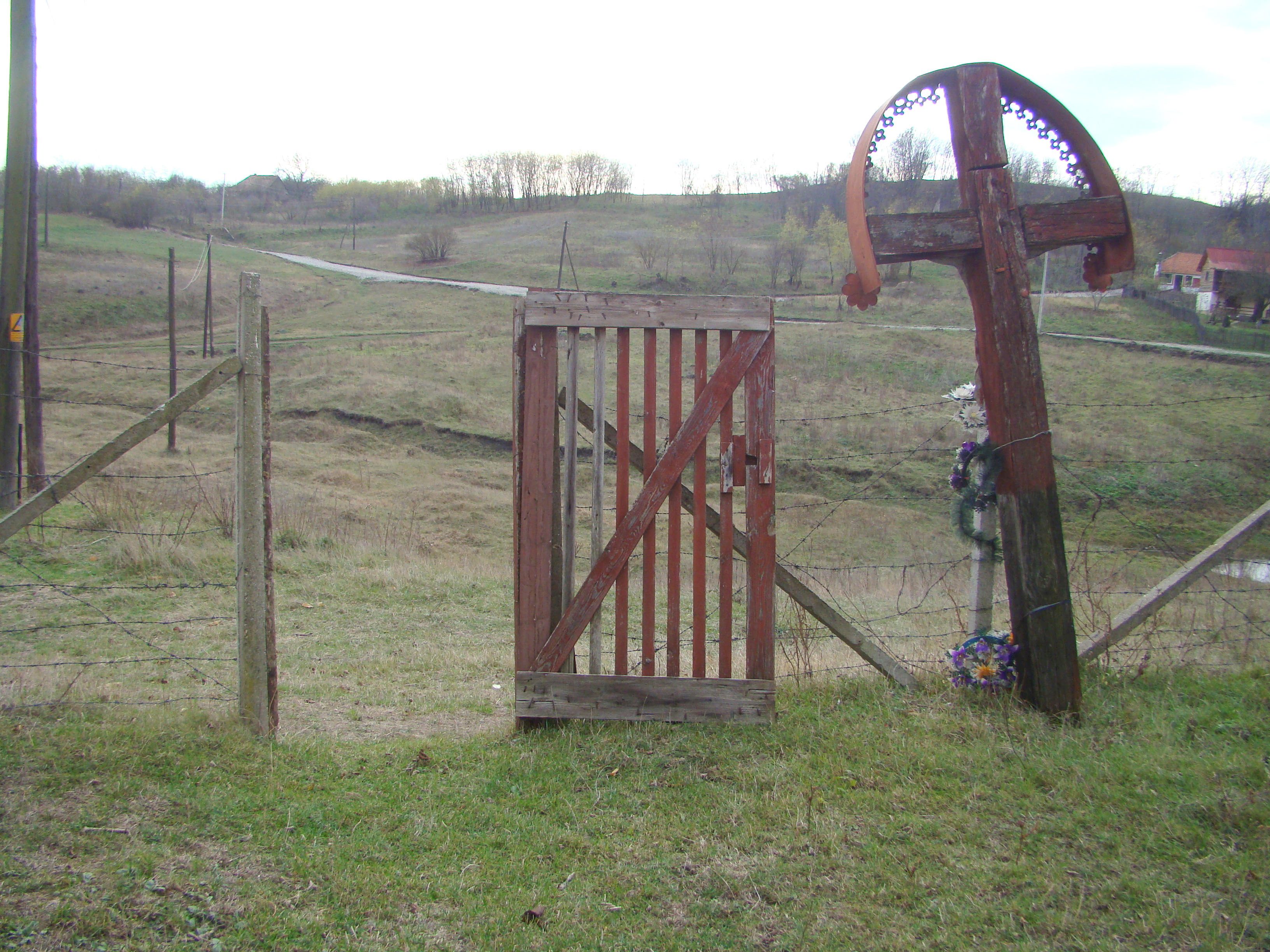
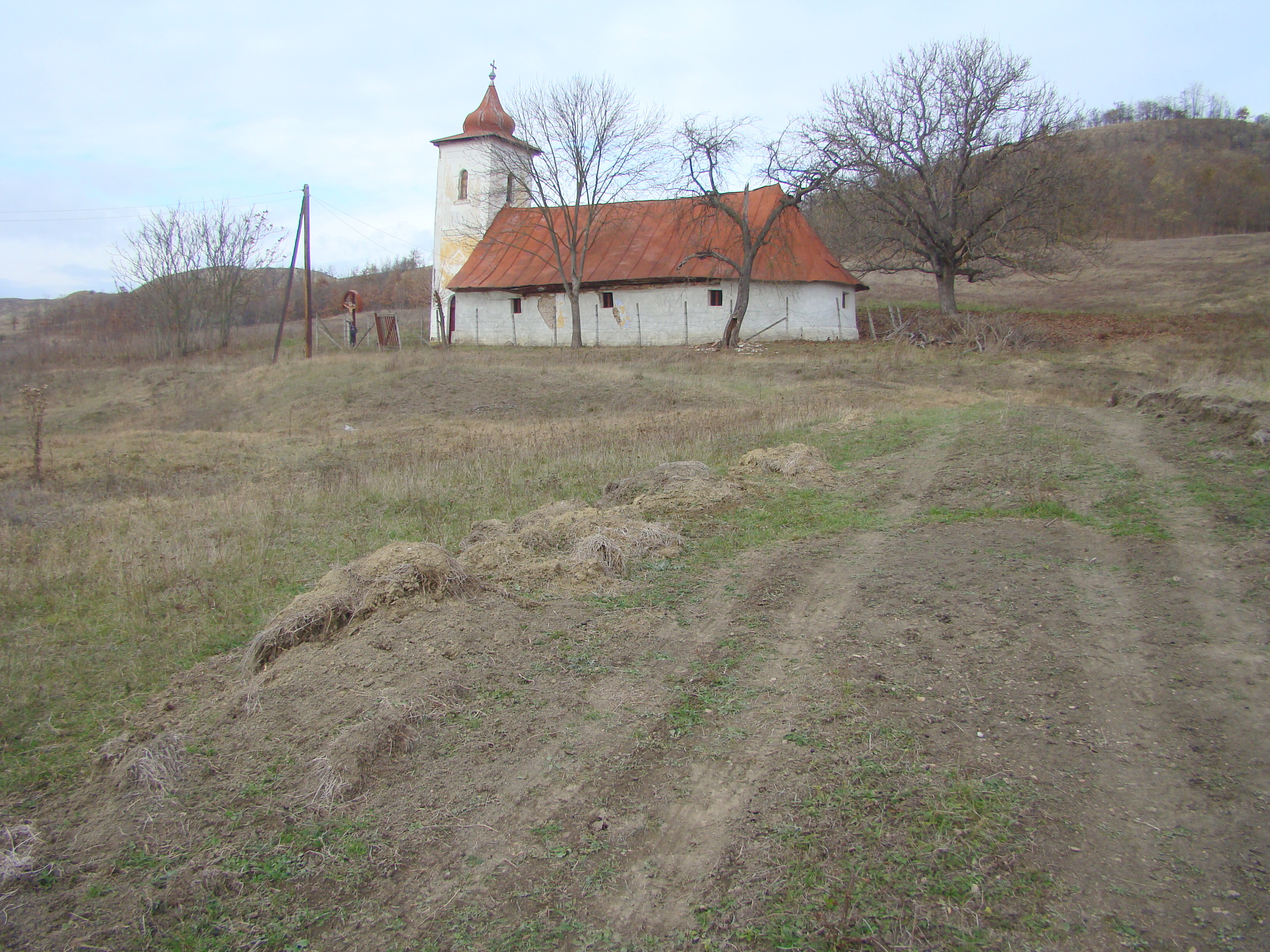
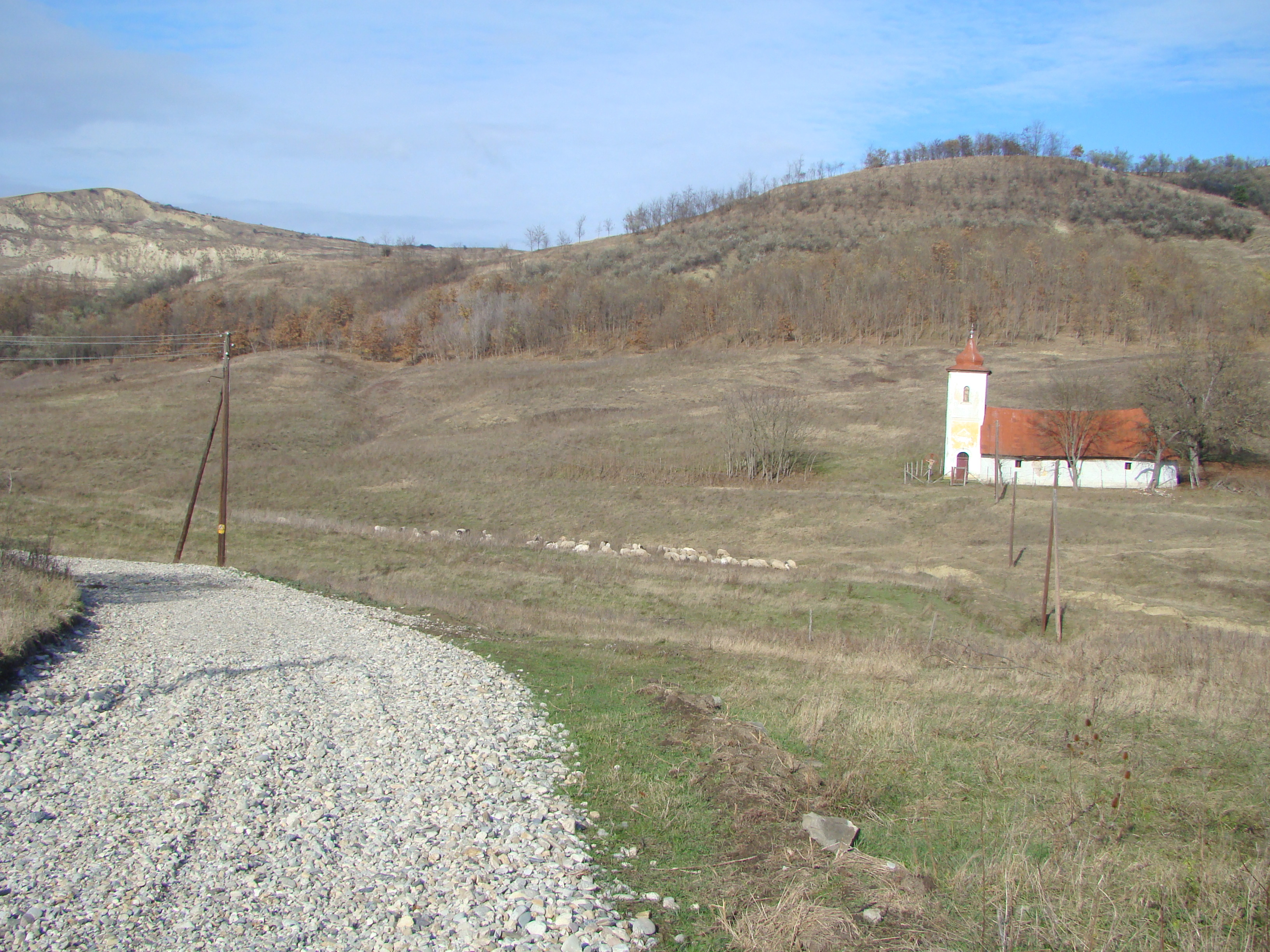

## Imagini din interior

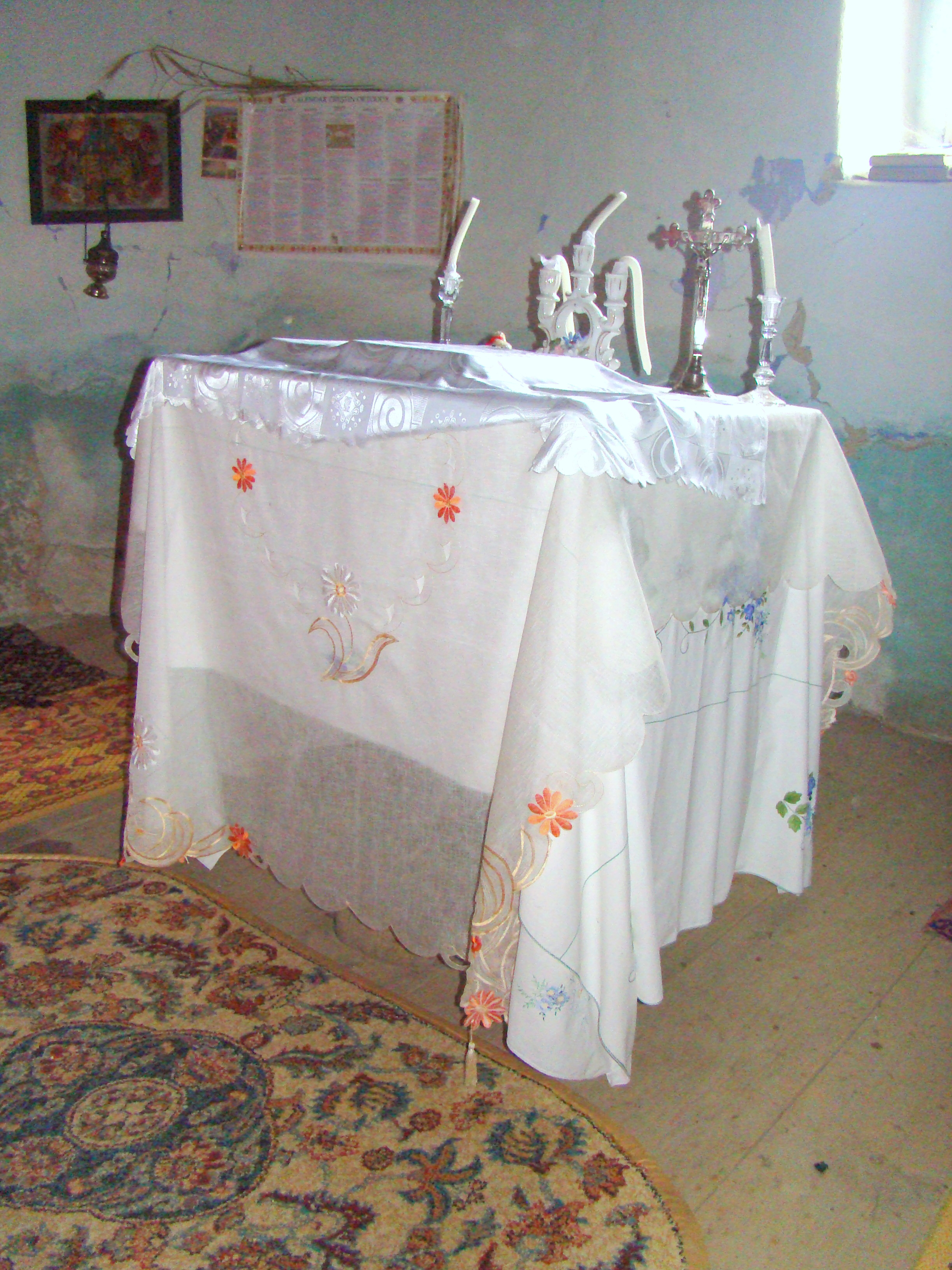
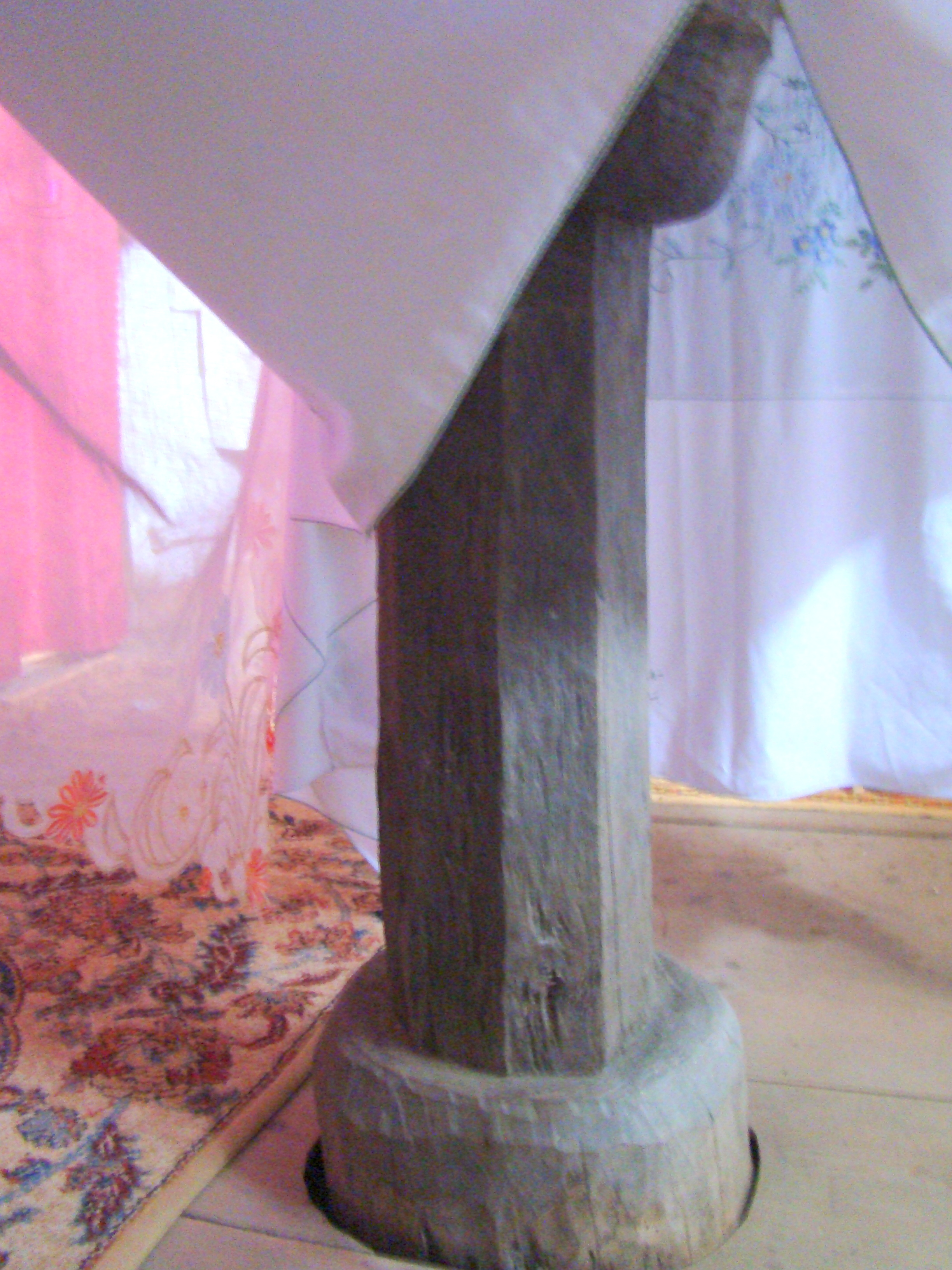
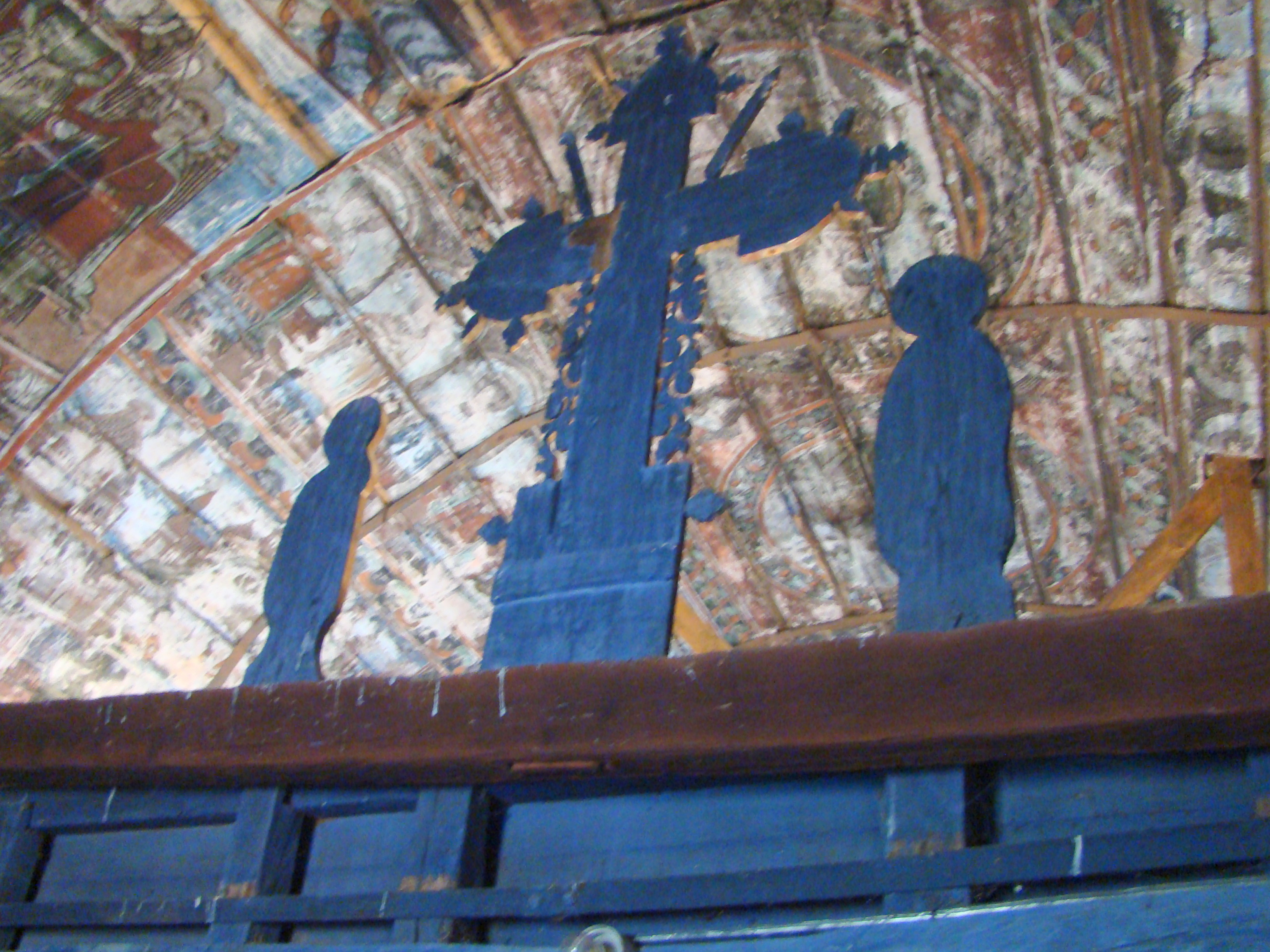
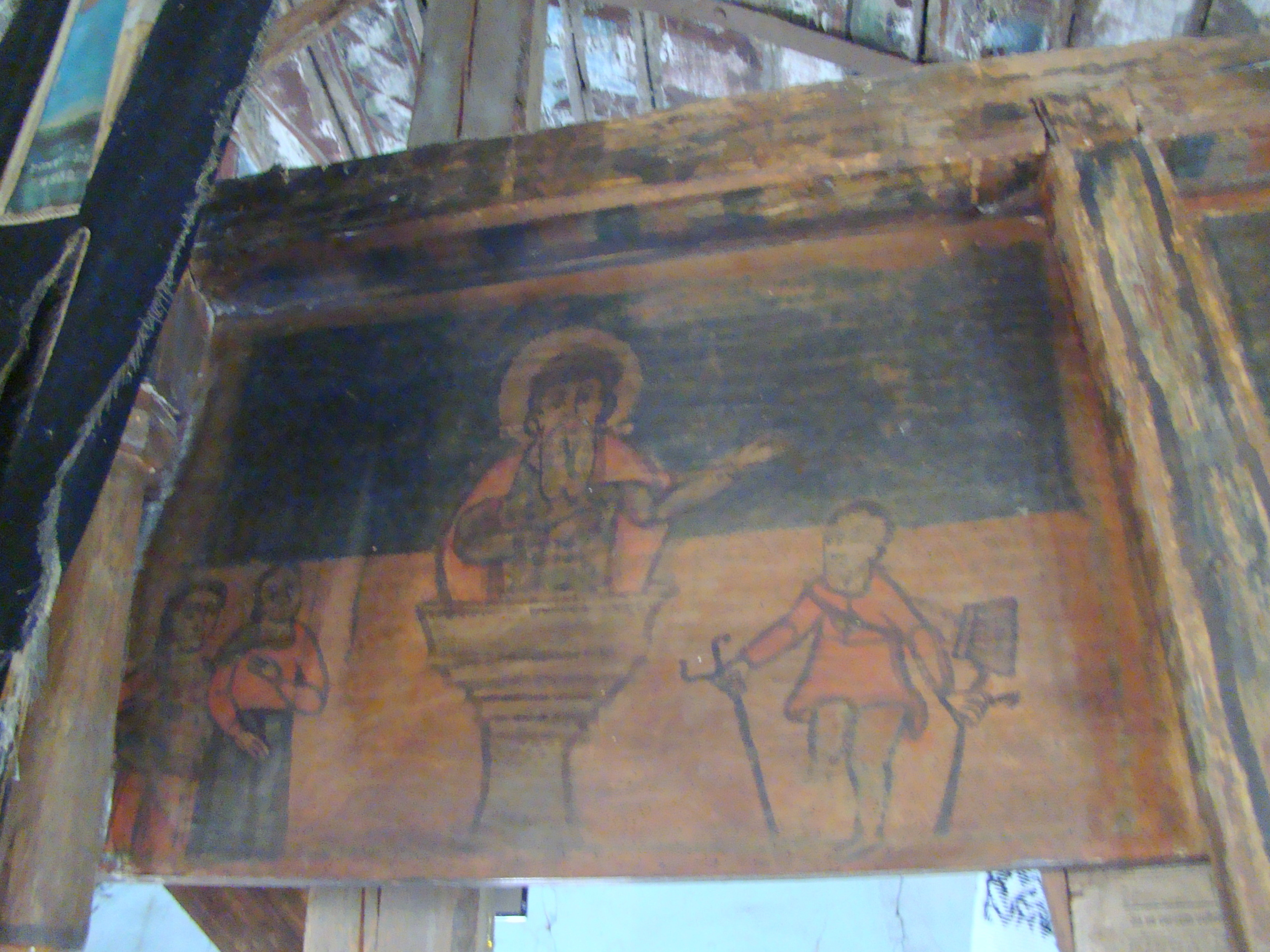
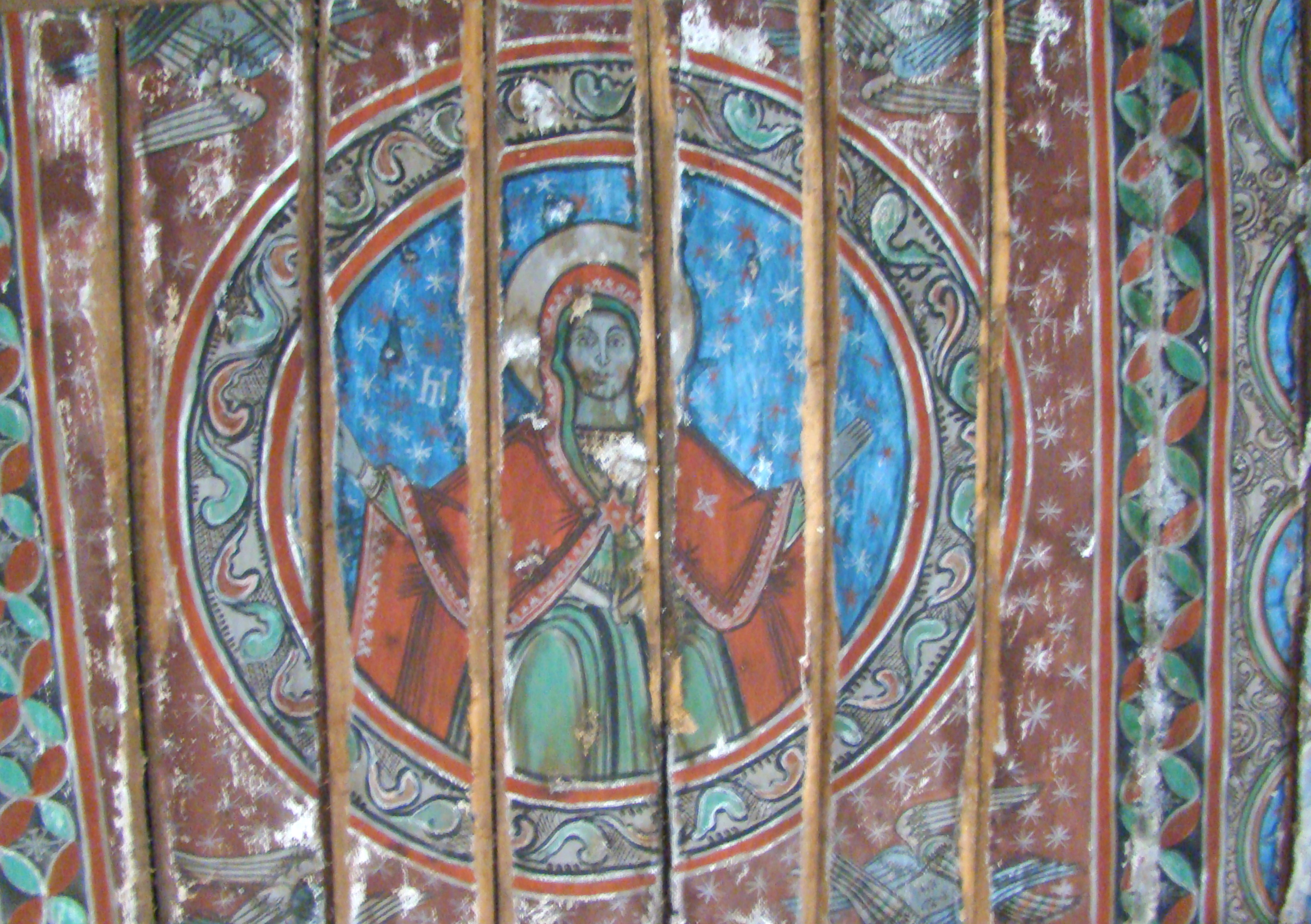
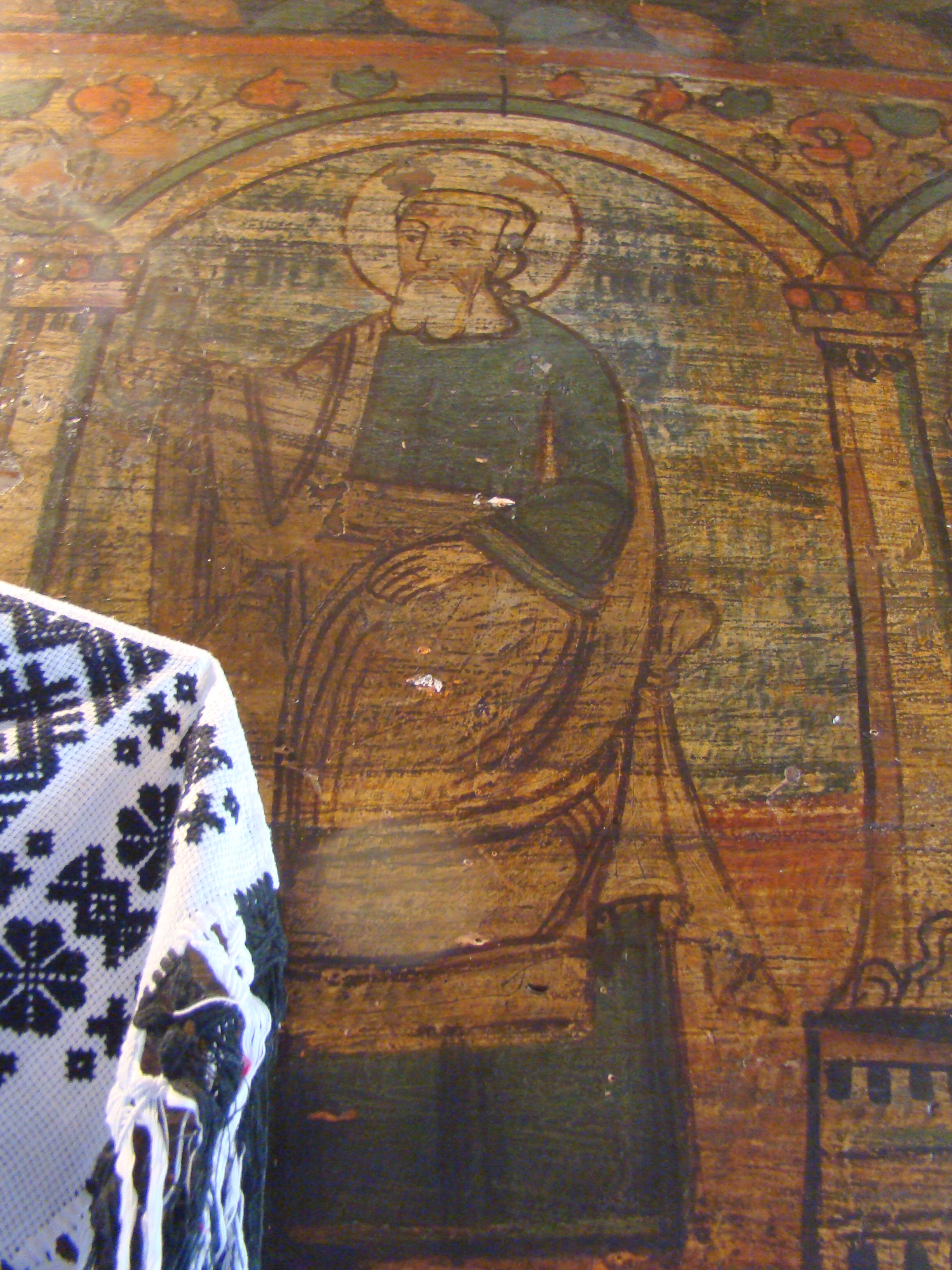
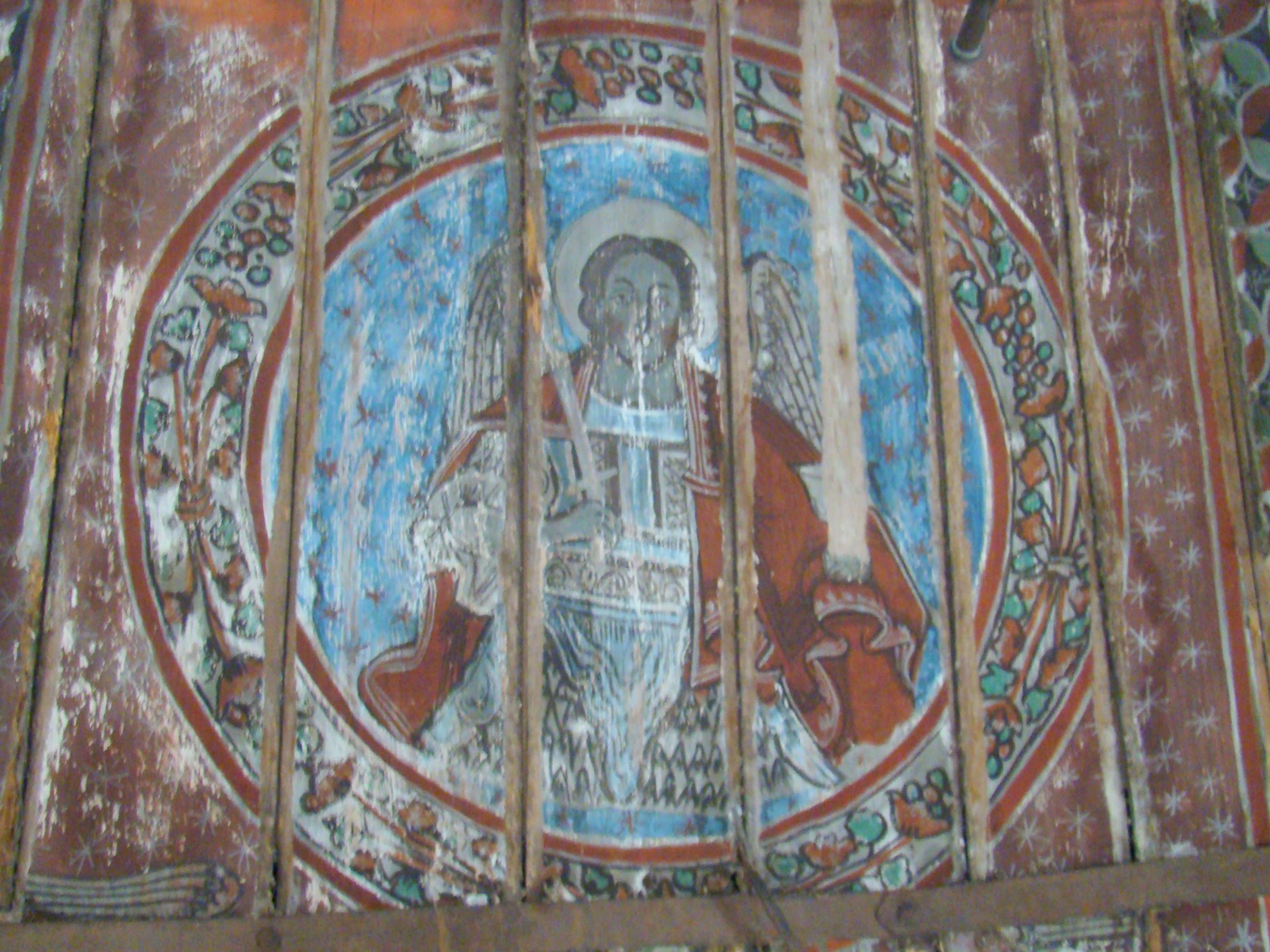
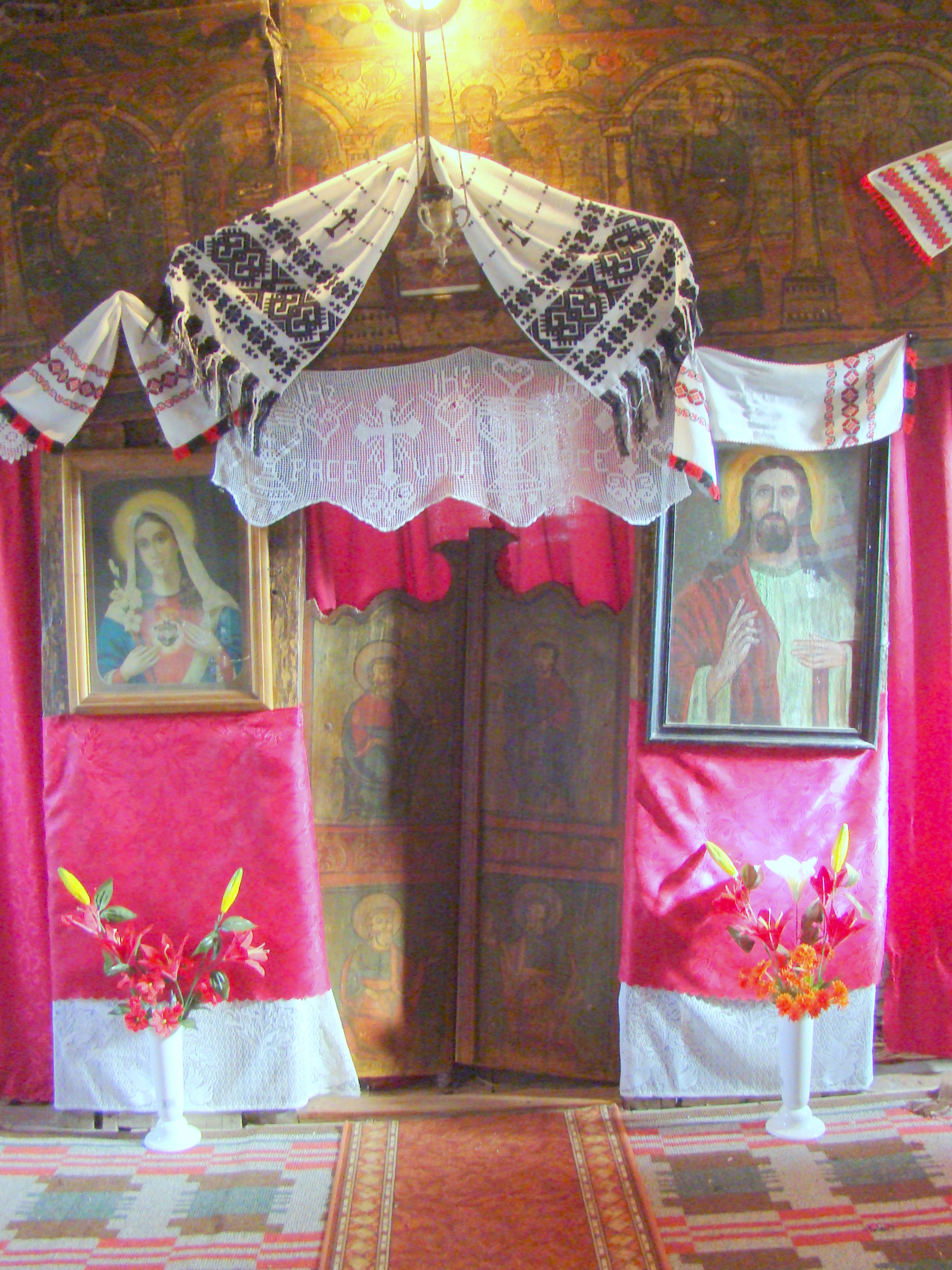
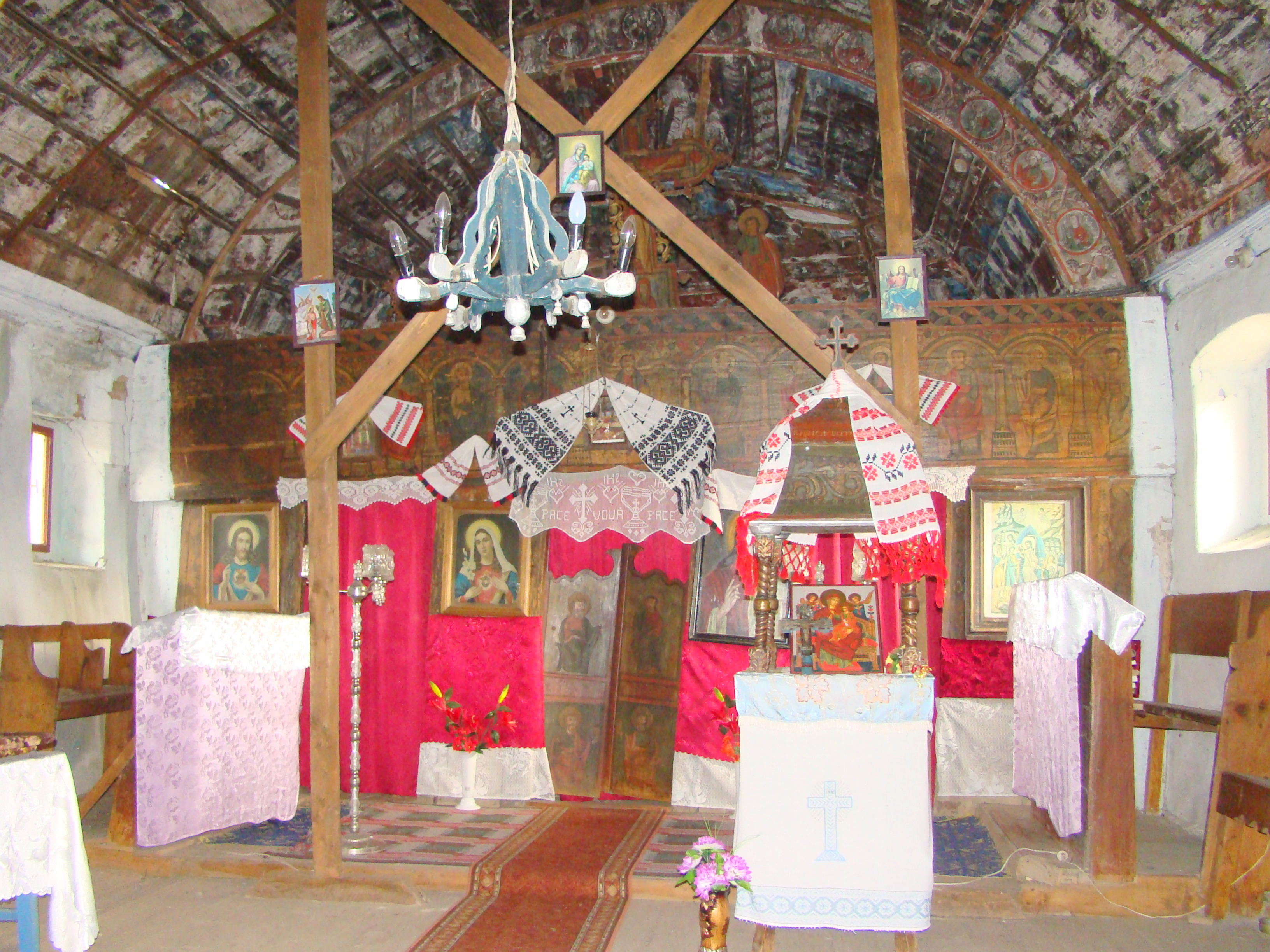
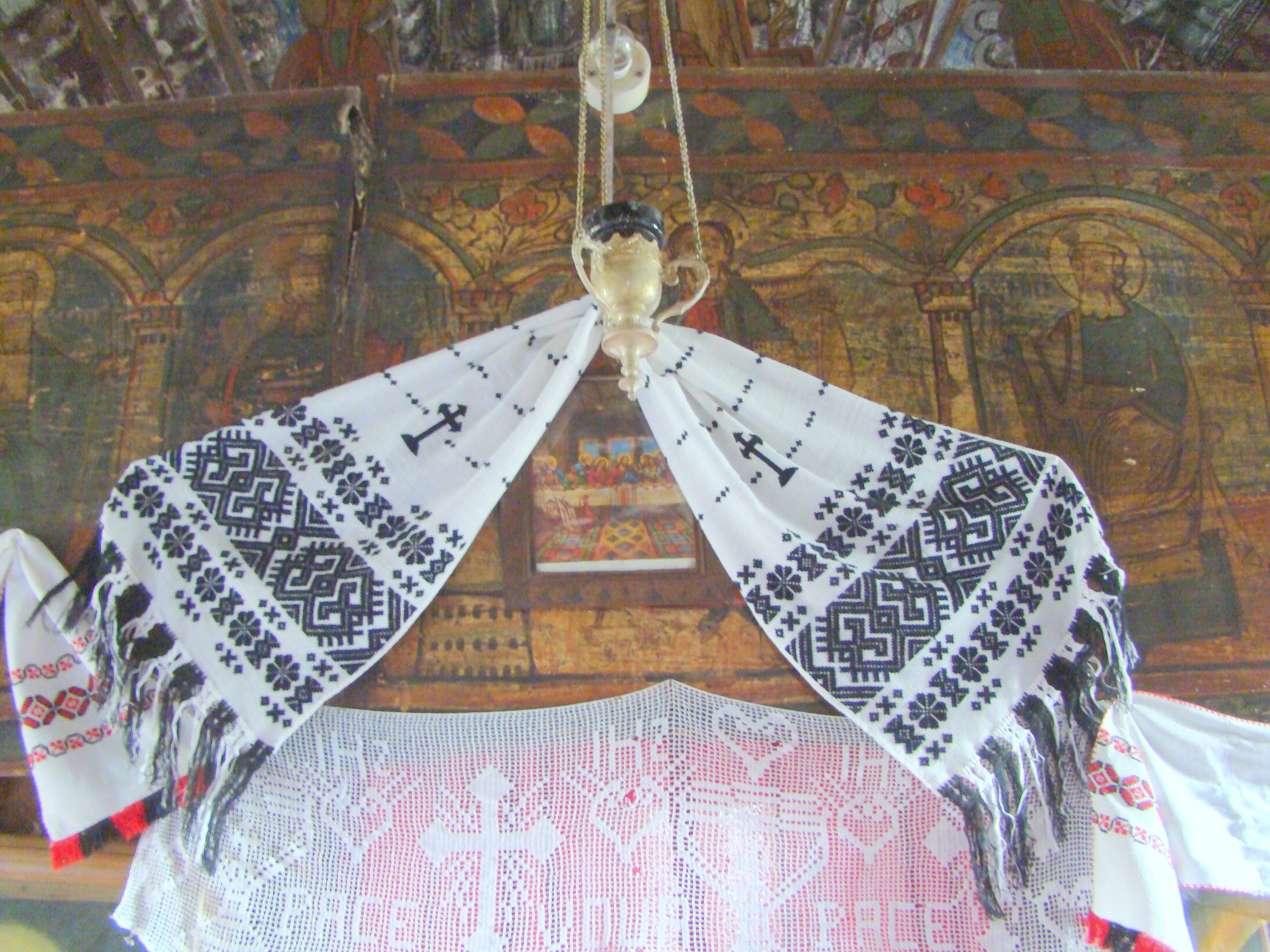
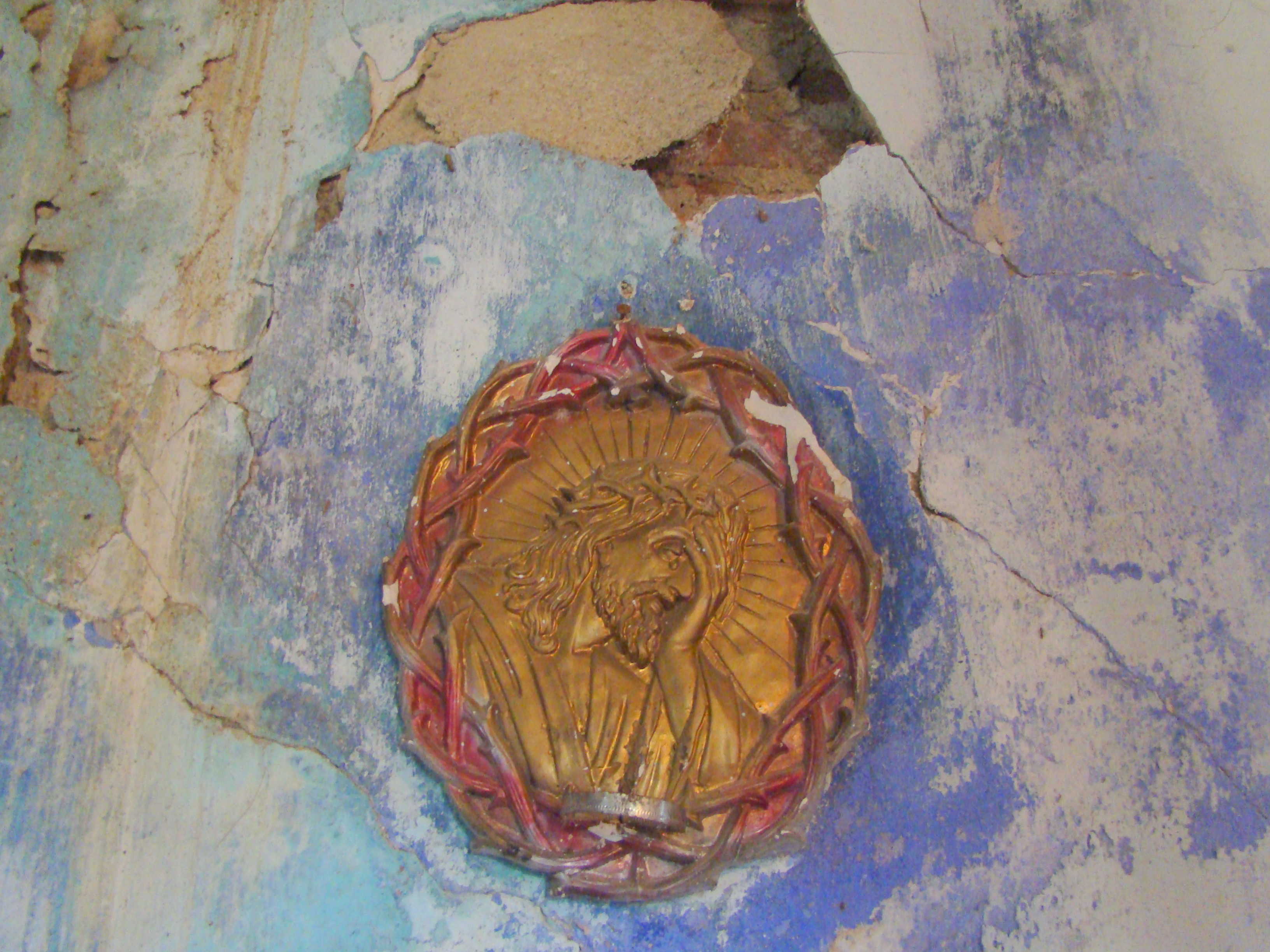
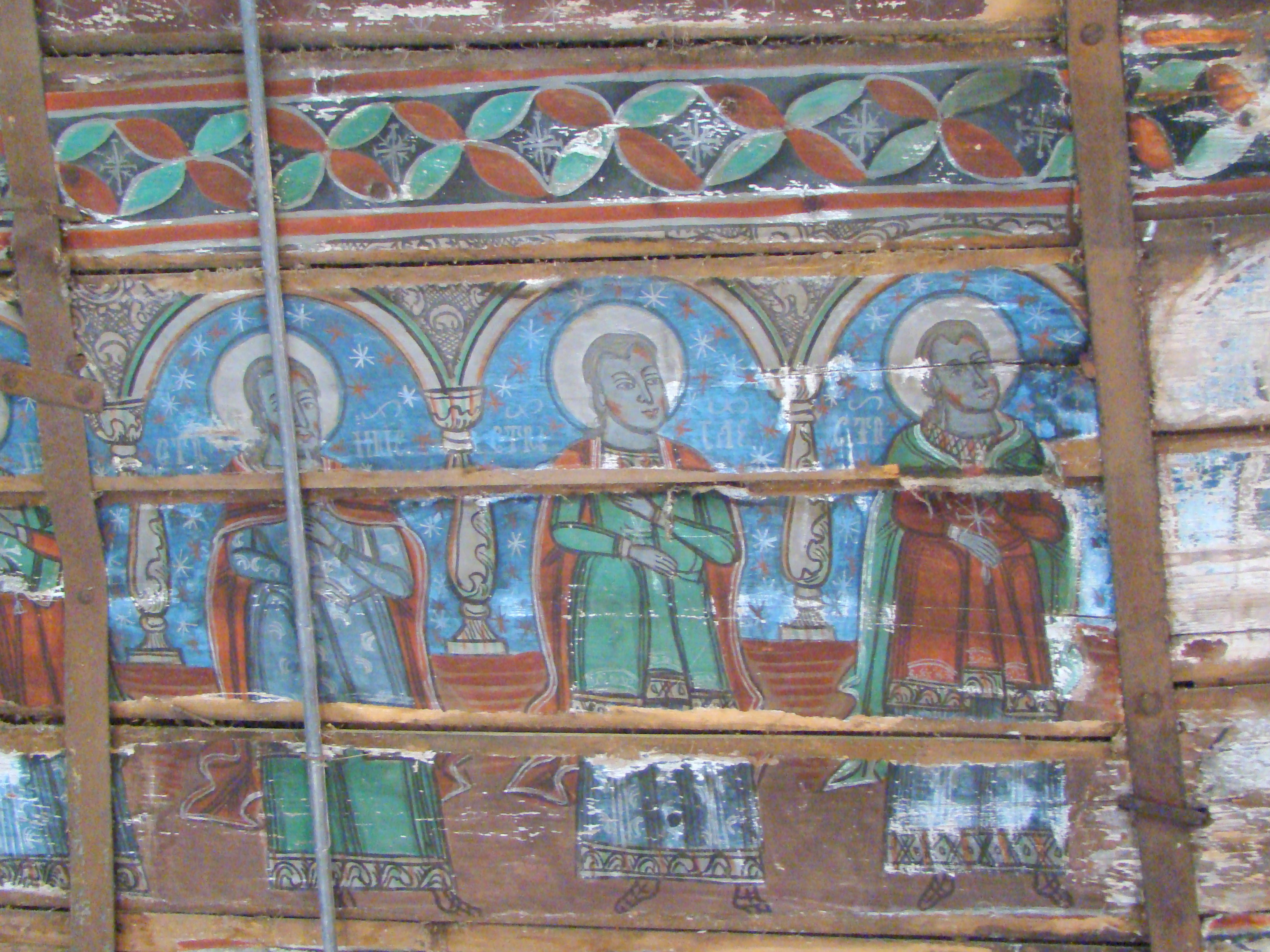
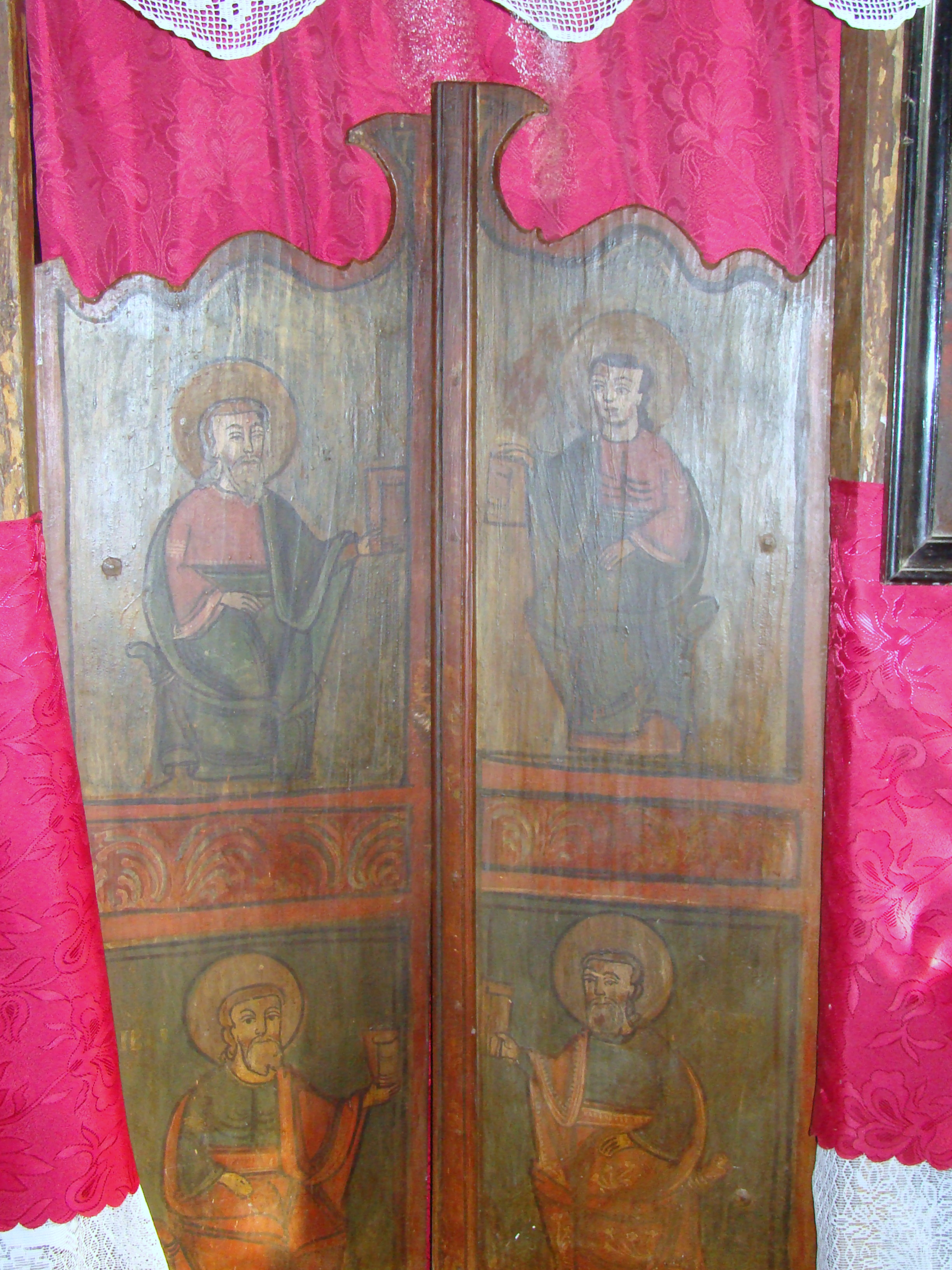
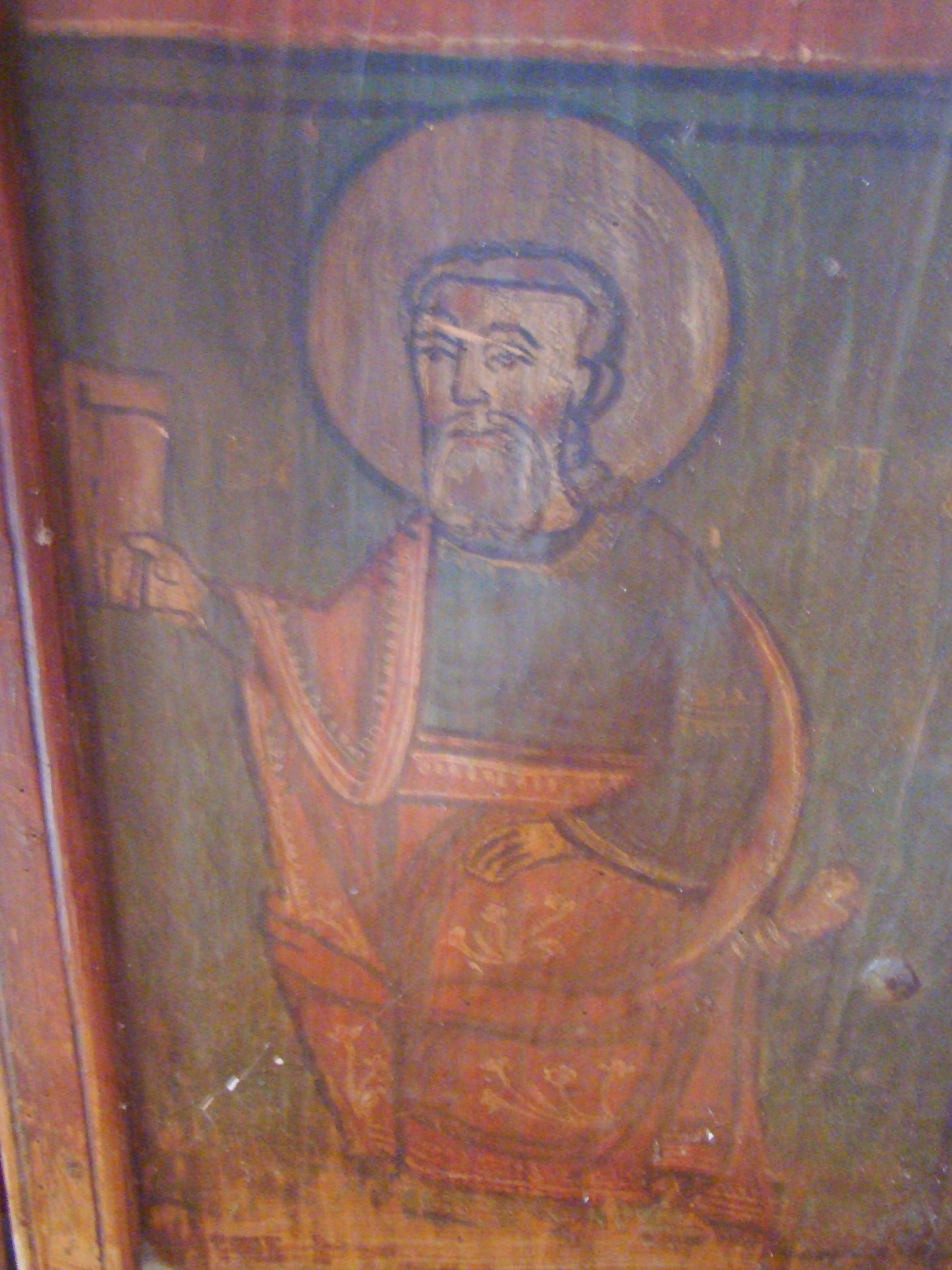
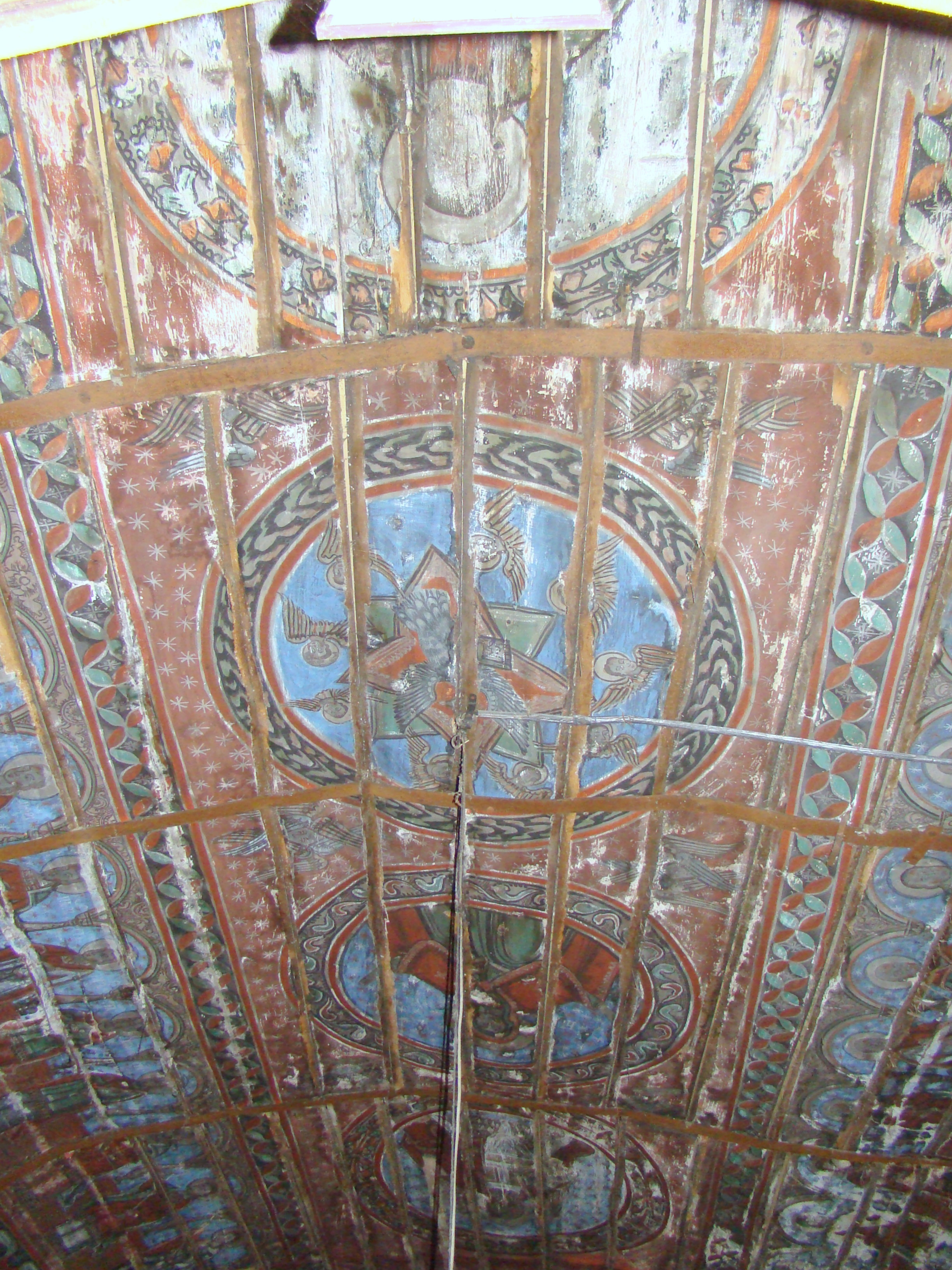
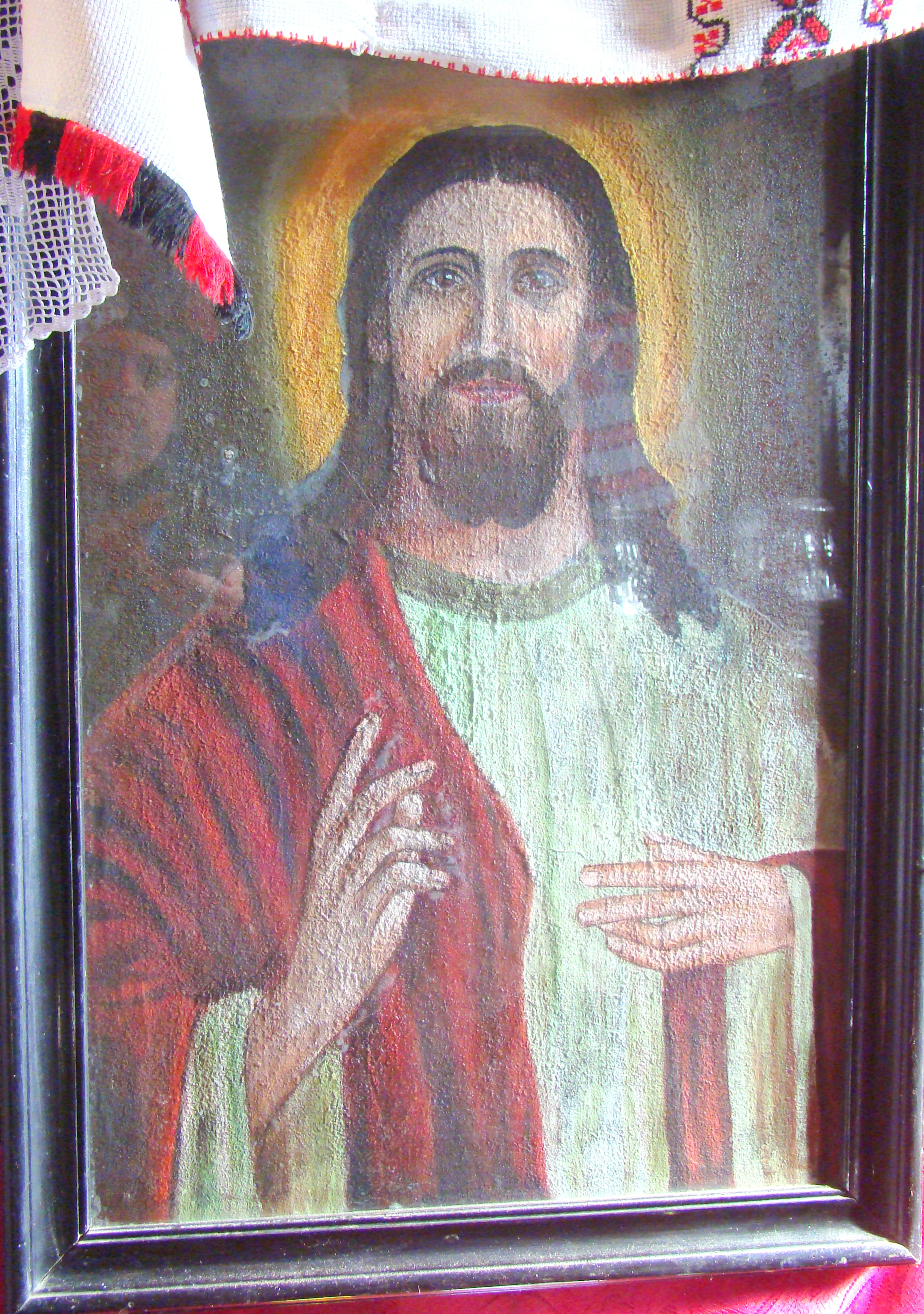
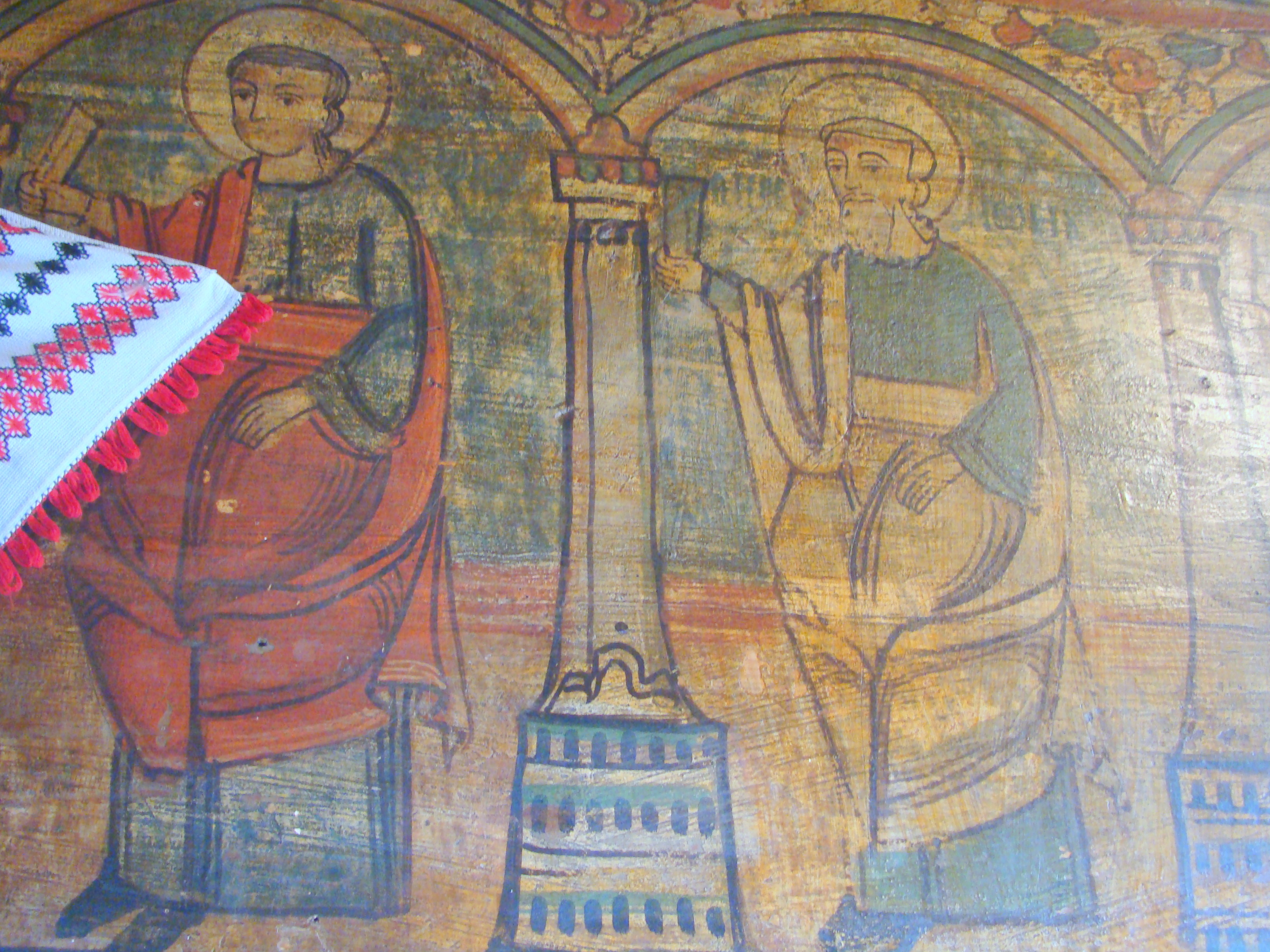
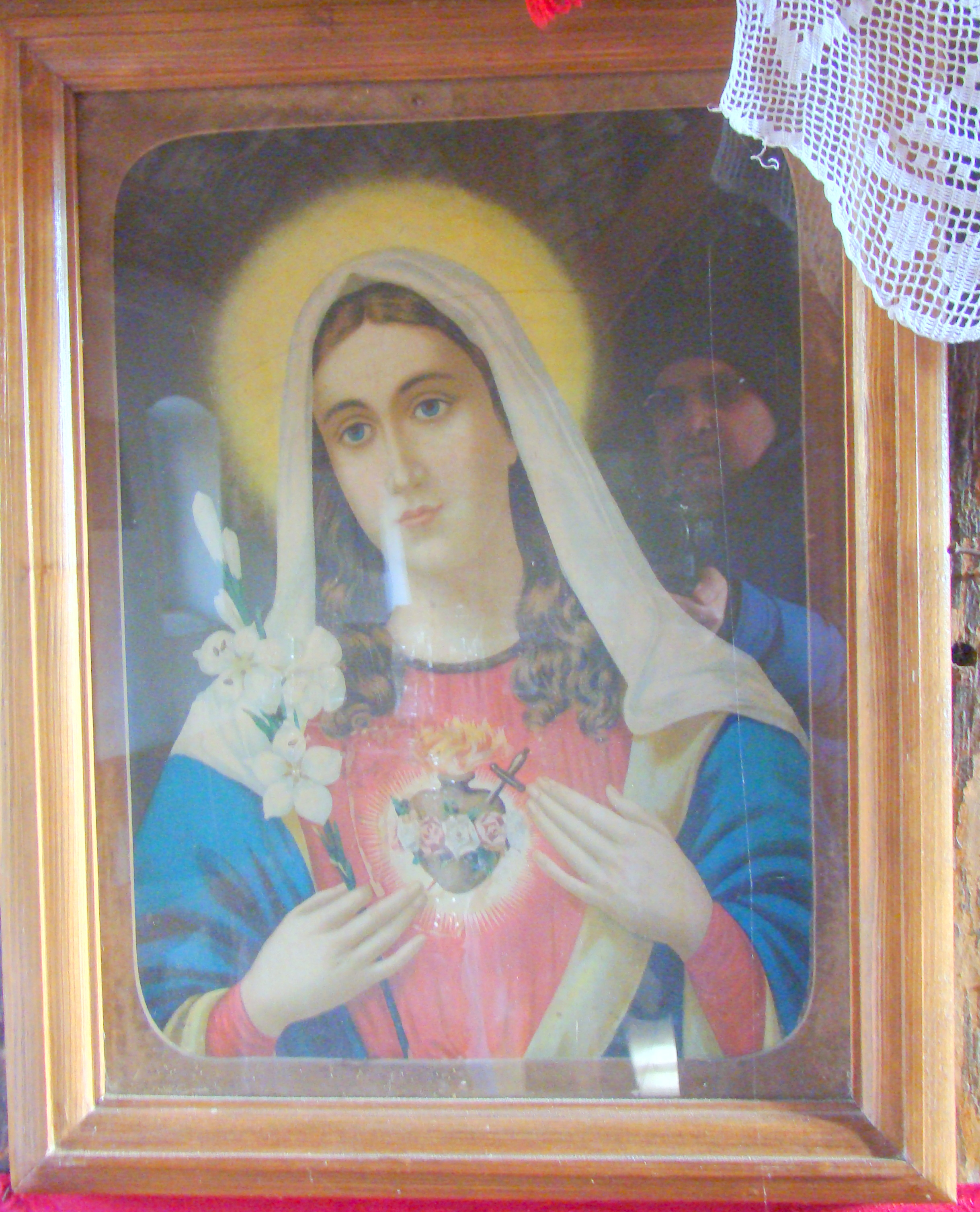
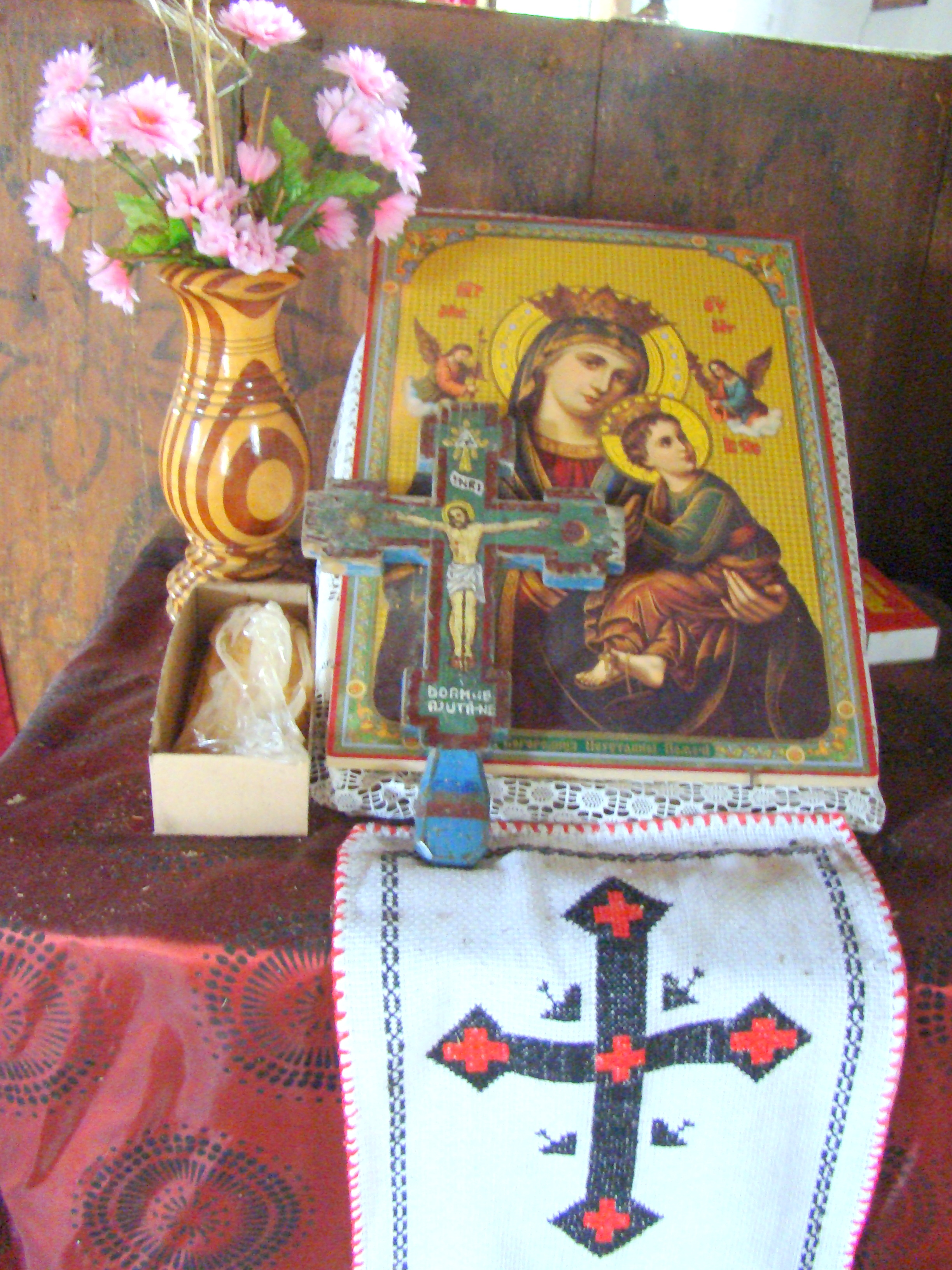
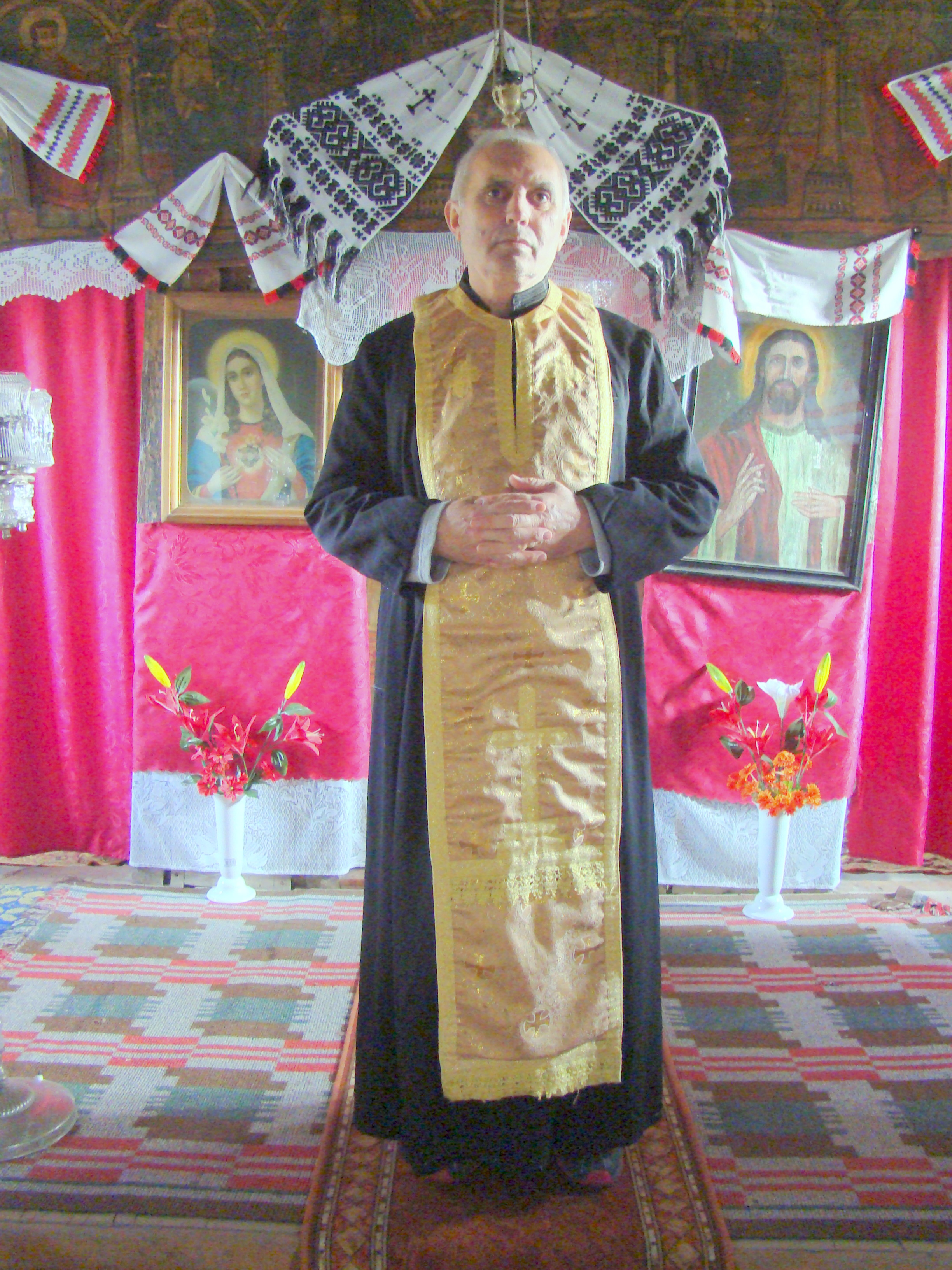
Preotul din satele Valea Sasului și Alecuș: Ioan Şerbu